# Democrazia Cristiana

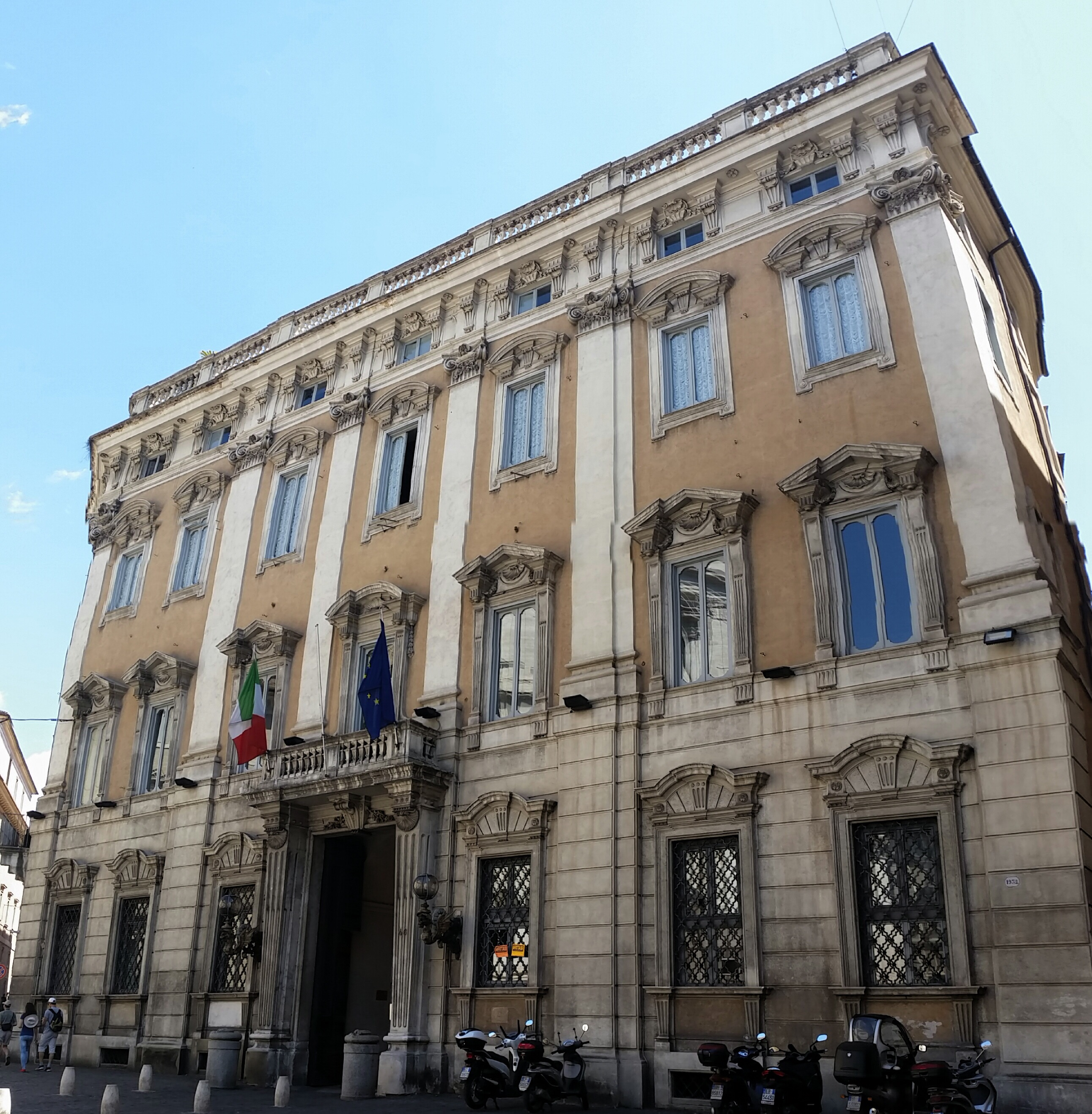
Palazzo Cenci-Bolognetti di piazza del Gesù, 46 di Roma, sede storica della DC.

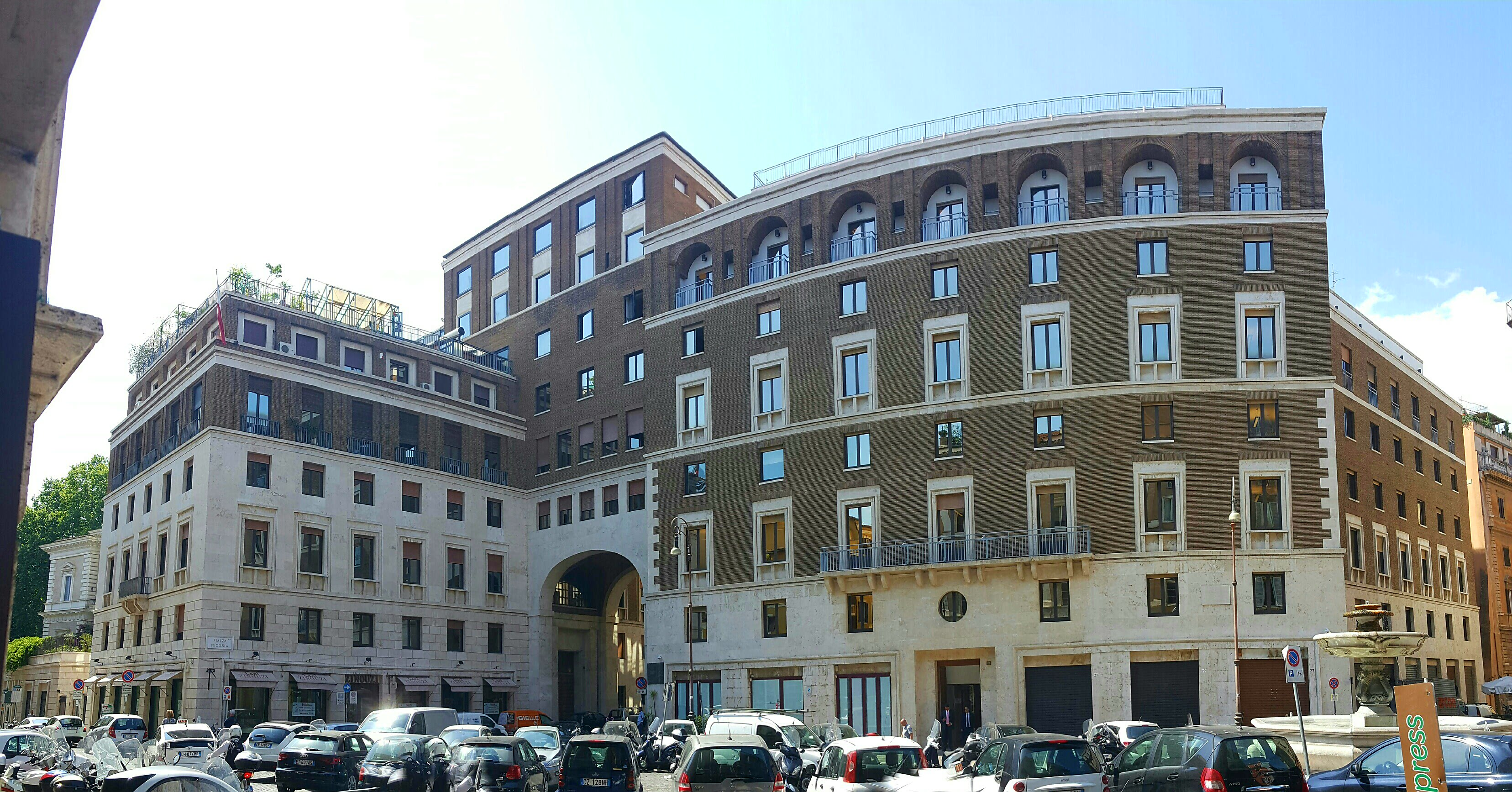
Palazzo di piazza Nicosia 20 di Roma, già sede della federazione romana della Democrazia Cristiana, poi di Bulgari.

La Democrazia Cristiana (abbreviata in DC e soprannominata "Scudo Crociato") è stato un partito politico italiano di ispirazione democratico-cristiana e moderata, fondato nel 1943 e attivo per quasi 51 anni, sino al 1994.
Il partito ha avuto un ruolo cardine nel secondo dopoguerra italiano e nel processo di integrazione europea per tutta la seconda metà del dopoguerra sino al suo scioglimento nel 1994. Esponenti democristiani hanno fatto parte di tutti i governi italiani dal 1944 al 1994, (dal governo Badoglio II fino al governo Ciampi) esprimendo quasi ogni volta il presidente del Consiglio dei ministri (Giulio Andreotti ad esempio ha presieduto 7 governi), per cinque volte il presidente della Repubblica (Giovanni Gronchi, Antonio Segni, Giovanni Leone, Francesco Cossiga ed Oscar Luigi Scalfaro). La DC è sempre stata il primo partito alle consultazioni politiche per 48 anni, dal 1946 (per l'Assemblea Costituente) fino allo scioglimento decretato il 18 gennaio 1994, con la sola eccezione delle elezioni europee del 1984 in cui prevalse il Partito Comunista Italiano.
Simbolo del partito era uno scudo al cui interno vi era una croce latina, sull'elemento orizzontale della quale vi era il motto latino Libertas. Dopo le elezioni politiche del 1948 iniziò la fase del cosiddetto centrismo degasperiano, contraddistinta dall'alleanza con il PRI, il PSDI e il PLI. Nei primi anni sessanta Amintore Fanfani e Aldo Moro negoziarono un accordo politico con il Partito Socialista Italiano di Pietro Nenni, allontanatosi dalla sfera sovietica in seguito all'invasione dell'Ungheria. Nel 1976 Aldo Moro si fece promotore del cosiddetto "compromesso storico", cioè una collaborazione con il PCI di Enrico Berlinguer; questo disegno politico ebbe termine in seguito all'uccisione di Aldo Moro da parte delle Brigate Rosse.
Gli anni ottanta furono caratterizzati dalla coalizione del Pentapartito e dal difficoltoso rapporto tra Bettino Craxi, leader socialista, e Ciriaco De Mita, segretario democristiano, nonché dal cosiddetto "CAF", l'alleanza cioè tra Craxi, Giulio Andreotti e Arnaldo Forlani in contrapposizione a De Mita. Negli primi anni novanta, in seguito alla fine della guerra fredda e alle inchieste di Tangentopoli, la DC entrò in una forte crisi che determinò lo scioglimento del partito da parte di Mino Martinazzoli e la nascita del Partito Popolare Italiano il 18 gennaio del 1994.

## Storia

### Gli anni della guerra (1942-1945)

#### Dalla clandestinità al CLN (1942-1943)
Dopo il forzato scioglimento del Partito Popolare Italiano da parte del regime fascista il 9 novembre 1926, i maggiori esponenti del PPI, costretti all'esilio o a ritirarsi dalla vita politica e sociale, mantennero la rete di rapporti e relazioni grazie al faticoso lavoro di collegamento di Don Luigi Sturzo che, dall'esilio londinese, mantenne viva la breve esperienza di impegno politico del disciolto partito. L'indicazione delle gerarchie ecclesiastiche di concentrare i ristretti spazi concessi dal regime fascista nell'opera educativa e nell'asilo concesso ai leader del partito consentirono a formazioni sociali come l'Azione Cattolica e la Federazione Universitaria Cattolica Italiana di sopravvivere e di operare anche sotto il regime.
Nel settembre del 1942, quando la sconfitta del regime era di là da venire, i fondatori del futuro partito cominciarono a incontrarsi clandestinamente nell'abitazione di Giorgio Enrico Falck, noto imprenditore cattolico milanese. Parteciparono agli incontri: Alcide De Gasperi, Mario Scelba, Attilio Piccioni, Camillo Corsanego e Giovanni Gronchi provenienti dal disciolto Partito Popolare Italiano di Don Sturzo; Piero Malvestiti e il suo Movimento Guelfo d'Azione; Aldo Moro e Giulio Andreotti dell'Azione Cattolica; Amintore Fanfani, Giuseppe Dossetti e Paolo Emilio Taviani della FUCI e Giuseppe Alessi. Il 19 marzo 1943, il gruppo si riunì a Roma, in casa di Giuseppe Spataro, per discutere e approvare il documento, redatto da De Gasperi, "Le idee ricostruttive della Democrazia Cristiana", considerato l'atto di fondazione ufficiale del nuovo partito.
Lo stemma del nuovo partito fu lo stesso scudo crociato che era stato adottato precedentemente dal PPI di Sturzo.
Partecipò ai primi incontri di fondazione anche un gruppo attivo nella Resistenza, il Movimento Cristiano Sociale di Gerardo Bruni, che però, essendosi posto su posizioni socialiste e anticapitaliste, presto si dissociò e successivamente diede vita a un partito autonomo ma di breve durata, il Partito Cristiano Sociale. A Genova, invece, i giovani del Movimento Cristiano Sociale si unirono ai più anziani militanti del PPI per fondare il Partito Cristiano Sociale Democratico, che poi, dopo un incontro di Taviani con Pella e De Gasperi, cambiò nome e divenne la sezione ligure della DC.
Un evento fondamentale da cui scaturì l'ossatura del pensiero economico del nascente partito fu la settimana di studio al Monastero di Camaldoli tra il 18 e il 23 luglio del 1943. Qui una cinquantina di giovani cattolici promettenti si confrontarono con tre grandi economisti: Sergio Paronetto, Pasquale Saraceno ed Ezio Vanoni. Frutto del convegno fu l'elaborazione di un vero e proprio programma in 76 punti conosciuto come Codice di Camaldoli e che nel dopoguerra guidò l'azione della DC in campo economico.
Il Partito così appena costituito visse una vita clandestina fino al 25 luglio 1943. Il governo Badoglio, pur ufficialmente vietando la ricostituzione dei partiti, di fatto ne consentì l'esistenza, incontrandone gli esponenti in due occasioni prima dell'armistizio dell'8 settembre 1943. Il 10 settembre anche la DC partecipò alla costituzione del Comitato di Liberazione Nazionale, all'interno del quale il Partito cercò di assumere la guida delle forze politiche più moderate contrapponendosi ai partiti di sinistra PCI e PSIUP. L'atteggiamento della DC, in linea con quello della Chiesa, era di evitare prese di posizione troppo nette sul destino della monarchia nel dopoguerra e di ridurre la portata della lotta armata, ad esempio schierandosi a favore della dichiarazione di Roma città aperta.

#### La partecipazione alla resistenza (1943-1945)
A partire dal 1943 le forze democratiche organizzarono, nelle zone occupate dalle truppe nazi-fasciste, il movimento di Resistenza. Il movimento cattolico mantenne intatta la propria capillare presenza silenziosa ma significativa di sostegno concreto ai perseguitati e alla popolazione. Tutti i partiti del CLN crearono una propria forza militare. La Democrazia Cristiana costituì un suo corpo di brigate partigiane, meno ideologizzate rispetto alle forze del Partito Comunista e del Partito d'Azione. Le Brigate che facevano riferimento alla Democrazia Cristiana ebbero vari nomi a seconda del territorio in cui operarono: nell'Emilia e nella bassa Lombardia si chiamarono Brigate Fiamme Verdi, in altre regioni Brigate del popolo, oppure Brigate Osoppo, o anche altri nomi a seconda della località. In Liguria invece i rappresentanti della DC nel CLN regionale sostennero la formazione di brigate miste, non divise su base ideologica, e la necessità di un comando militare unico. Comandanti d'impronta cattolica, come Aldo Gastaldi (Bisagno) e Aurelio Ferrando (Scrivia), guidarono brigate e divisioni garibaldine portando al collo il fazzoletto rosso. Infine, persone di orientamento cattolico si arruolarono in brigate di altro colore politico per vicinanza territoriale, amicizie personali o altre cause.
Rappresentante della DC nel Corpo volontari della libertà (CVL), che organizzava la Resistenza, fu Enrico Mattei, il quale cercò di portare sotto le bandiere del suo partito numerose formazioni "autonome" precedentemente costituite. Si calcola che su circa 200.000 partigiani armati nei giorni intorno al 25 aprile 1945, 30.000 appartenessero alle formazioni legate alla DC.
Le formazioni di orientamento cattolico ebbero in genere un atteggiamento prudente, sia nei confronti della popolazione, cercando di trattare umanamente e cercarono di non esporre inutilmente, sia nei confronti degli avversari, evitando nei loro confronti provocazioni che potessero portare a rappresaglie sulla popolazione.
Nei confronti delle formazioni partigiane di diverso orientamento politico i partigiani bianchi cercarono di collaborare, nonostante momenti difficili e in alcuni casi anche di scontri. Con l'espressione "Si discuteva, tra noi e i comunisti, con la pistola sotto il tavolo. Ma si discuteva" i partigiani delle Fiamme Verdi descrivevano i loro rapporti con i partigiani "rossi" al tempo della guerra di liberazione. Giuseppe Dossetti, in una lettera a don Carlo Orlandini, comandante delle Fiamme Verdi di Reggio Emilia, riferendosi ai partigiani di altra fede politica, si esprimeva così: "Imprescindibili pregiudiziali di ordine morale e politico ci impediscono di assumere ancora una volta la responsabilità di tutto quanto loro compiono sotto il titolo di lotta di liberazione".

### Il Dopoguerra e laCostituente(1945-1948)

#### Le tensioni tra cattolici e comunisti
Le tensioni tra bianchi e rossi continuarono e si accentuarono progressivamente nel dopoguerra, sfociando spesso in fatti di sangue. La prima parte della resistenza aveva risolto il dualismo tra le due parti in guerra guerreggiata, ma aveva lasciato irrisolto il nodo dello status dell'Italia, una volta liberata dalla occupazione straniera: democrazia e libertà o dittatura comunista? Forze filo-democratiche e forze filo-autocratiche avevano collaborato alla vittoria sui nemici esterni, ma si poneva ora il problema di chi avrebbe colto i frutti della vittoria.
Lo scontro fu subito assai duro, tra i vincitori della prima parte della resistenza, con un numero elevato di morti. I dirigenti del PCI facevano dettagliati rapporti sulla situazione all'ambasciatore sovietico, a quel tempo Mikhail Kostylev, che a sua volta riferiva al Cremlino. Il segretario del PCI ebbe uno di tali incontri il 31 maggio 1945 e l'ambasciatore riferì Ercoli (Palmiro Togliatti), considera circa 50.000.

#### Tra Monarchia e Repubblica (1945-1946)
La DC, insieme agli altri partiti del CLN, partecipò al secondo governo Badoglio. A seguito della Liberazione di Roma, nel giugno 1944 venne formato il secondo governo Bonomi, durante il quale la DC decise di firmare il Patto di Roma e quindi di partecipare alla fondazione della nuova Confederazione Generale Italiana del Lavoro, in continuazione con la CGdL; nel contempo la DC diede vita alle Associazioni Cristiane dei Lavoratori Italiani e, per organizzare i lavoratori delle campagne, alla Coldiretti, dando inizio alla stagione del collateralismo.
Il I Congresso interregionale del partito nominò segretario Alcide De Gasperi. Nel dicembre 1944 il PSIUP e gli azionisti uscirono dal governo, all'interno del quale si rafforzò il ruolo di De Gasperi, che successivamente divenne ministro degli affari esteri nel terzo Governo Bonomi. Dopo il 25 aprile si formò il governo Parri, nuovamente con socialisti e azionisti, nel quale si cementò l'alleanza tra democristiani e liberali. Nel dicembre 1945 la presidenza del Consiglio fu assunta direttamente da Alcide De Gasperi, che formò il suo primo governo e che avrebbe gestito le future elezioni politiche.

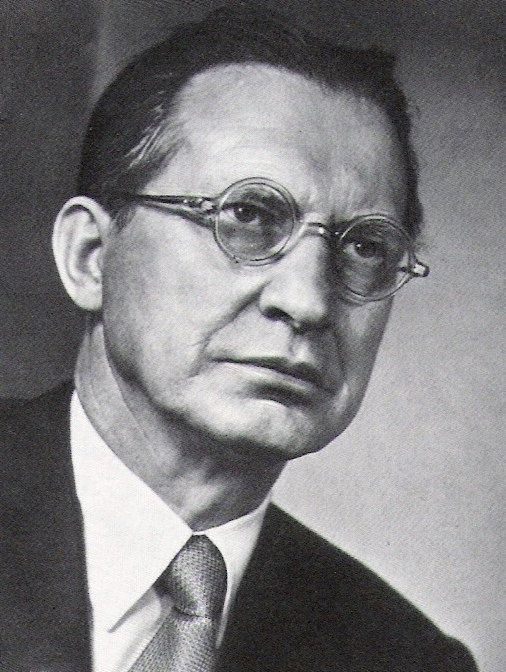
Alcide de Gasperi

Il I Congresso nazionale della DC si svolse a Roma dal 24 al 28 aprile 1946, dove venne confermato De Gasperi come segretario ed eletto Attilio Piccioni vicesegretario. Furono comunicati i risultati della consultazione interna al partito che era stata indetta dal Consiglio nazionale del 31 luglio 1945 sulla questione istituzionale: su 836 812 votanti, 503 085 si erano pronunciati per la Repubblica, 146 061 per la monarchia e 187 666 a favore di un atteggiamento agnostico del partito. Il Congresso votò un ordine del giorno favorevole alla Repubblica, ma fu lasciata libertà di voto in vista del Referendum istituzionale del 2 giugno 1946.
Dopo la vittoria della Repubblica il leader democristiano gestì efficacemente il trapasso dei poteri del Re, lasciando la segreteria del partito al suo vicesegretario Attilio Piccioni.

#### La rottura tra filo-occidentali e filo-sovietici e il centrismo (1947)
Nel gennaio 1947 il Governo De Gasperi III si caratterizzò per la riduzione del peso del PCI nel campo della politica economica.
Nello scenario politico italiano vi era un gruppo di partiti politici filo-occidentali, dei quali la DC era il capofila, e un gruppo di partiti politici che guardavano al modello sovietico. La guerra per la liberazione aveva tenuto assieme queste culture assai differenti ma, dopo un lungo periodo di difficile coabitazione, la rottura, inevitabile, si verificò nel 1947 a seguito della crisi di maggio. Peraltro l'atteggiamento di Togliatti era volto a evitare lo scontro diretto, come mostrò la sconfessione dell'occupazione della Prefettura di Milano da parte di milizie partigiane comuniste armate nel novembre 1947, cui parteciparono esponenti di vertice del PCI, come Gian Carlo Pajetta.
Col governo De Gasperi IV cominciava così il centrismo, un sistema di alleanze della DC col Partito Socialista dei Lavoratori Italiani, il Partito Repubblicano Italiano e il Partito Liberale Italiano, e l'affermazione della cosiddetta conventio ad excludendum, estesa fino all'inizio anni sessanta a comunisti, socialisti e missini (e successivamente limitata ai soli comunisti e missini).
Nell'Assemblea Costituente la DC partecipò alla stesura della Costituzione della Repubblica Italiana, impegnandosi a evitare un ritorno al passato fascista e, contemporaneamente, a evitare una via marxista per la società italiana, pur collaborando con i comunisti e i socialisti. Infatti la DC, partito dalla base sociale ampiamente interclassista, riuscì a dialogare con tutti gli altri partiti dell'arco costituzionale, assicurando così al Paese una Carta Costituzionale ampiamente condivisa.

#### Lo spettro della guerra civile
Lo spettro della guerra civile, come resa dei conti tra i due raggruppamenti usciti vincitori dalla I parte della Resistenza, aleggiò a lungo in Italia. Poco dopo la fine della guerra alcuni gruppi di partigiani, insoddisfatti, ripresero la via dei monti, e a fatica furono persuasi dai capi a rientrare. Nel settembre 1947 il Ministro dell'Interno Mario Scelba aveva preparato un piano di emergenza per contrastare un tentativo di colpo di Stato delle sinistre.
Il 3 e il 4 dicembre 1947 la direzione della DC tenne due riunioni. I dirigenti che intervennero nella riunione furono tutti concordi nella necessità di prepararsi alla guerra civile, pur riconoscendo che essa sarebbe scoppiata solo in caso di ordini precisi da Mosca e non per iniziativa autonoma del PCI. Il dibattito si incentrò sulle forze su cui era possibile contare e sulle iniziative da prendere per contrastare un'azione armata della sinistra. Scelba e Taviani concordarono nella debolezza dell'esercito e nella necessità di rafforzare le possibilità dello stato.
La rigidità gerarchica delle strutture dell'apparato comunista, in cui la decisione finale spettava sempre solo a Mosca, e la visione geopolitica valida era quella emessa dal PCUS, non lasciarono spazio a decisioni specifiche del Partito Comunista Italiano. La visione geopolitica sovietica non considerava utile una guerra civile in Italia, e quando il segretario del partito nel colloquio con l'ambasciatore sovietico del 23 marzo 1948, in vicinanza delle elezioni convocate per il 18 aprile, chiese istruzioni, la rapida risposta del Comitato Centrale Sovietico il 26 marzo fu negativa.

#### Le elezioni politiche (1948)
In vista delle politiche del 1948 la DC ebbe come principale avversario il Fronte Democratico Popolare, composto dal Partito Comunista Italiano e dal Partito Socialista Italiano. La propaganda politica democristiana presentò la competizione elettorale come uno scontro tra libertà-capitalismo occidentale e totalitarismo-statalismo comunista. Assai rilevante fu il contributo della Chiesa, che scese in campo a favore della DC. Uno strumento importante furono i Comitati Civici, organizzati da Luigi Gedda.
Vi erano inoltre alcuni elementi che pesavano contro il Fronte:
- il colpo di Stato in Cecoslovacchia del 1948 contribuì al formarsi di un'opinione sfavorevole nei confronti del Fronte;
- il ritorno dei prigionieri di guerra italiani dalla Russia[23];
- la questione di Trieste[24];
- la questione degli aiuti alla ricostruzione, assai più probabili da parte anglo-americana che da parte russa.[25]

Alle elezioni del 1948 la DC, che nel suo II Congresso della fine del 1947 aveva mostrato una notevole compattezza così da evitare di suddividersi in correnti, ottenne il 48,5% dei suffragi, con circa 12 700 000 voti, assicurando così la nascita di un governo di centro, insieme al PLI, al PRI e al PSDI. Il Fronte Democratico Popolare, composto da Comunisti e Socialisti, ottenne il 31% dei suffragi, poco più di otto milioni di voti. Il risultato delle elezioni del 1948, unito alla prudenza di Stalin (il 23 marzo 1948, in imminenza delle elezioni, Togliatti aveva chiesto a Mosca istruzioni sul possibile uso dell'apparato paramilitare del PCI, ricevendo la risposta di non attuare un'insurrezione armata in nessun modo) stabilizzò la democrazia in Italia.

### Gli anni del centrismo degasperiano (1948-1953)

#### De Gasperi V: l'Italia nella NATO
Primo governo nominato con la Costituzione della Repubblica in vigore fu il quinto governo di Alcide De Gasperi, sostenuto dal suo partito, la DC, e anche da PSLI, PRI e PLI. Il nuovo esecutivo continuava così l'esperienza politica del centrismo e attuò politiche moderatamente riformiste, come la Legge 28 febbraio 1949, n. 43 Provvedimenti per incrementare l'occupazione operaia, agevolando la costruzione di case per lavoratori., detta anche Legge Fanfani.
All'inizio del 1949 il segretario del partito Attilio Piccioni si dimise per motivi di salute e il Consiglio Nazionale della DC lo sostituì con Giuseppe Cappi; vicesegretari furono Paolo Emilio Taviani e Stanislao Ceschi.
Dal punto di vista internazionale il presidente De Gasperi, consapevole dell'insussistenza delle difese italiane a un ipotetico attacco dell'Unione Sovietica e volendo saldare maggiormente il rapporto con gli USA, fu promotore dell'adesione all'Organizzazione del Trattato dell'Atlantico del Nord. Nonostante la forte opposizione esterna delle sinistre e anche l'opposizione interna al partito, motivata dalla ritrosia dei cattolici ad aderire a patti militari, manifestata anche da papa Pio XII, nel 1949 De Gasperi riuscì a far aderire l'Italia alla NATO, firmando il Patto Atlantico.
Il terzo Congresso nazionale tenutosi a Venezia nel 1949 vide la contrapposizione tra la linea della corrente di Giuseppe Dossetti e Giorgio La Pira, detti dossettiani, più attenta alle riforme sociali, e quella degasperiana, più attenta a contrastare il comunismo. La seconda, maggioritaria, elesse segretario del partito Paolo Emilio Taviani.

#### De Gasperi VI e VII
Il 12 gennaio 1950 De Gasperi presentò le dimissioni per procedere a un necessario chiarimento in seguito alle dimissioni del novembre precedente dei ministri socialdemocratici e a causa delle ostilità dei liberali sulle questioni agrarie. Il 27 gennaio si formò il governo De Gasperi VI sostenuto da DC, PSLI e PRI e con l'appoggio esterno del PLI.
Il 16 aprile 1950 Guido Gonella divenne segretario del partito.
Le riforme continuarono quindi con la Legge 21 ottobre 1950, n. 841
Norme per la espropriazione, bonifica, trasformazione e assegnazione dei terreni ai contadini e detta appunto Riforma agraria.
Alle elezioni amministrative del 1951 i risultati del partito non furono molto soddisfacenti.
Nel 1951 fu la volta del governo De Gasperi VII, sostenuto solo da DC e repubblicani. In questo Gabinetto, che segnò il ritiro di Dossetti dalla politica e la crescita del peso di Amintore Fanfani, entrò come sottosegretario del Ministero dell'industria e del commercio la democristiana Angela Maria Guidi Cingolani, prima donna in assoluto nella storia d'Italia a far parte di un governo (per avere una donna ministro bisognerà invece attendere il 1976).
Sul piano della vita interna al partito, l'evento più rilevante fu la fondazione nel novembre 1951 della nuova corrente di Iniziativa democratica, sorta sulle ceneri di quella dossettiana, ma aperta anche a personalità di altra provenienza come Taviani.
Alle amministrative del 1952 di Roma vi fu il lancio della cosiddetta operazione Sturzo, cioè il tentativo, da parte del partito romano, appoggiato dal Vaticano e sollecitato da papa Pio XII, di formare una lista civica aperta anche ai Monarchici e al MSI organizzata da Don Sturzo per evitare la vittoria di un partito di sinistra. De Gasperi, grazie alla mediazione di Giulio Andreotti, ben introdotto presso il Papa, fece tuttavia fallire il progetto.
Nel 1952, benché l'Italia non primeggi nella produzione di carbone e acciaio e pur confinando con uno solo dei futuri membri, Alcide De Gasperi fu uno dei più importanti sostenitori della Comunità europea del carbone e dell'acciaio, ritenendola un ottimo sbocco per rinvigorire l'economia italiana e per far reinserire l'Italia nelle situazioni politiche economiche internazionali.
Il IV Congresso della DC del novembre 1952 vide il partito compatto intorno alla proposta di riforma elettorale sostenuta da De Gasperi e detta dalle opposizioni legge truffa. Il Consiglio Nazionale elesse segretario del partito Guido Gonella.
Il risultato delle elezioni dell'anno successivo, però, segnò la sconfitta del progetto, in quanto la DC e i suoi alleati rimasero, sia pure di poco, al di sotto del 50% dei voti necessario per fare scattare il premio di maggioranza, perdendo voti più a vantaggio della destra, monarchici e missini, che della sinistra.

### L'avvento delle nuove generazioni (1953-1958)

#### L'ultimo De Gasperi, Pella e Scelba
Dopo le elezioni politiche del 1953, nelle quali la DC, apparentata con PSDI, PLI, PRI, SVP e PSdA, non riuscì a far scattare il meccanismo maggioritario e lo stesso partito perse più dell'8% dei consensi rispetto alle elezioni precedenti, si formò l'ottavo governo De Gasperi, che però non ottenne la fiducia in Parlamento, e nel settembre del 1953 Alcide De Gasperi tornò alla segreteria, con Giuseppe Spataro vicesegretario.
Si formò quindi il governo Pella, appoggiato, attraverso l'astensione, dal Partito Nazionale Monarchico e dal Partito Liberale Italiano. All'interno della compagine di governo, Giuseppe Pella non era solo presidente, ma anche ministro degli affari esteri e ministro del bilancio; l'esecutivo venne detto governo d'affari o governo amministrativo, il cui unico scopo era quello di arrivare all'approvazione della legge di bilancio, senza nessuno scopo politico. Come ministro degli affari esteri Pella ha uno scontro con Tito, che minaccia di annettere Trieste alla Jugoslavia, a cui lo stesso Pella rispose minacciando di inviare truppe italiane sul confine orientale. La crisi, che poteva sfociare in un confronto militare, venne fatta rientrare dopo molti sforzi diplomatici delle potenze occidentali. Il suo interventismo suscitò alterne reazioni in Parlamento: monarchici e MSI lo sostennero, le sinistre lo accusarono di nazionalismo e buona parte della DC rimase fredda, anche perché i governi londinesi e statunitensi volevano mantenere buone relazioni con la Jugoslavia.
All'inizio del 1954, caduto Pella, si costituì il primo governo Fanfani, che tuttavia non ottenne la fiducia. Successivamente si formò il primo governo di Mario Scelba, sostenuto da DC, PSDI e PLI.

#### Fanfani segretario
Contemporaneamente, il caso Montesi, discussa vicenda di cronaca nera, venne sfruttato da Amintore Fanfani per bloccare la successione di Piccioni, il cui figlio era coinvolto nella vicenda, a un De Gasperi ormai malato. Al V Congresso del 1954, celebrato a Napoli, vide infatti il ricambio generazionale dei quarantenni del partito: Amintore Fanfani, grazie al sostegno della corrente Iniziativa democratica, divenne il segretario politico. Il partito cominciava contestualmente a frantumarsi in numerose correnti e spariva così il vecchio centro degasperiano. Con Fanfani la DC sposò il principio dell'intervento pubblico nell'economia e la necessità di rafforzare l'organizzazione del partito, fin lì troppo dipendente da quella dell'Azione Cattolica e dal rapporto con la Confederazione Generale dell'Industria Italiana.
Il 19 agosto 1954 lo statista Alcide De Gasperi, fondatore ed esponente storico dello Scudo Crociato, si spense improvvisamente a Borgo Valsugana per un infarto all'età di 73 anni (nel momento della dipartita era presidente del Consiglio Nazionale del partito). Le esequie funebri di stato, celebrate a Roma, videro una larghissima partecipazione popolare, come anche di tutte le massime cariche dello stato e di tutti i segretari dei partiti politici, fuorché l'MSI, per il suo fermo e risoluto antifascismo.
Nell'aprile del 1955 Fanfani subì una sconfitta, quando la maggioranza del gruppo parlamentare, riunita nella cosiddetta Concertazione, ribellandosi alle indicazioni del segretario, impose l'elezione di Giovanni Gronchi alla Presidenza della Repubblica. Il governo Scelba cadde poco dopo, venendo sostituito dal primo governo Segni, sotto il quale venne creato il Ministero delle partecipazioni statali e l'Italia partecipò alla nascita della Comunità economica europea. In questa fase fu anche attuata l'estensione mutualistica e pensionistica a tutti i lavoratori, in precedenza limitata ai soli lavoratori dipendenti.
La DC conobbe una forte crescita degli iscritti, tanto che il VI Congresso del 1956 segnò il momento del massimo trionfo per Fanfani.
Nella primavera 1957 divenne capo del governo il senatore Adone Zoli, che creò il Governo Zoli, monocolore DC appoggiato anche dai missini.
I risultati elettorali del 1958 furono tra i migliori dell'intera storia della DC.

### La spinta a superare il centrismo (1958-1963)

#### Fanfani Segretario, presidente del Consiglio e ministro (1958)
Dopo il successo elettorale del 1958, Amintore Fanfani poté formare il suo secondo governo con il sostegno del Partito Socialista Democratico Italiano, rimanendo segretario politico del partito e occupando anche il Ministero degli affari esteri. Il nuovo esecutivo fu visto come l'inizio di un nuovo corso politico, che intendeva superare il centrismo per avvicinarsi al centro-sinistra.
A causa della contrarietà della maggioranza della DC all'apertura di una stagione di centro-sinistra e, soprattutto, all'eccessiva concentrazione di potere realizzatosi nelle mani di Fanfani, il governo Fanfani II fu presto logorato dai cosiddetti franchi tiratori, che lo misero spesso in minoranza, fino a farlo cadere nel gennaio 1959 e a costringerlo ad abbandonare sia l'esecutivo sia la segreteria del partito.

#### Il centro-destra di Segni e la divisione di Iniziativa democratica (1959)
Il secondo governo Fanfani fu sostituito dal secondo governo Segni, monocolore DC di centro-destra, essendo appoggiato da liberali, missini e monarchici.
Le dimissioni di Fanfani portarono alla crisi della corrente maggioritaria detta Iniziativa democratica e alla sua divisione totale: da una parte la corrente detta dei dorotei guidata da Mariano Rumor e Paolo Emilio Taviani, che accettò le dimissioni di Fanfani e ottenne, con l'appoggio delle correnti di sinistra e degli andreottiani, l'elezione alla segreteria di Aldo Moro; dall'altra la corrente fanfaniana detta Nuove cronache di Arnaldo Forlani, Giovanni Gioia, Giacinto Bosco e Franco Maria Malfatti. La DC intanto cambiava volto, aumentando i propri iscritti nelle regioni meridionali e diminuendoli in quelle settentrionali, con le correnti trasformate più in blocchi di potere che in posizioni ideologiche.
Il VII Congresso di Firenze nell'ottobre 1959 segna uno degli scontri più duri tra dorotei e fanfaniani sulla linea da scegliere per le alleanze: centro-sinistra o centro-destra. Prevalgono di poco i dorotei e gli andreottiani con il sostegno della corrente di Scelba sui fanfaniani e sulla Base, confermando così Moro alla segreteria.

#### Tambroni e gli scontri di Genova (1960)

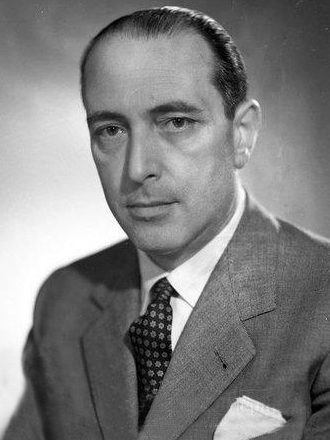
Fernando Tambroni

Nel 1960 si aprì una difficile crisi di governo causata dai contrasti interni di liberali e repubblicani, che portò all'assegnazione dell'incarico a Fernando Tambroni. Il Governo Tambroni, monocolore DC, ottenne la fiducia della Camera per soli tre voti di scarto (300 sì e 297 no) con il determinante appoggio dei missini. La circostanza causò l'abbandono dei ministri appartenenti alla sinistra DC Bo, Pastore e Sullo. Dietro esplicito invito del proprio partito il governo rassegnò le dimissioni, che furono tuttavia respinte dal presidente Giovanni Gronchi, che invitò Tambroni a presentarsi al Senato per procedere al voto di fiducia, che ottenne sempre con l'appoggio determinante dei missini.
Le aspre critiche provenienti dalla sinistra, che accusava la DC di voler aprire ai neofascisti, e gli scontri di piazza con morti e feriti causati dalla decisione del Movimento Sociale Italiano di tenere un congresso a Genova, provocarono le dimissioni di Tambroni e del suo governo.

#### Fanfani III: il governo delle convergenze parallele (1961)
L'ala democristiana che desiderava un accordo con il Partito Socialista Italiano impose un nuovo governo di Fanfani, il terzo governo Fanfani, sostenuto per la prima volta dai socialisti con l'astensione, che lui stesso definì di restaurazione democratica.
Il Fanfani III fu definito da Moro governo delle convergenze parallele, a indicare che il sostegno di PLI, PDIUM, PRI, PSI e PSDI avviene separatamente e non è un ritorno al vecchio centrismo. Si posero così le basi di quel processo politico che avrebbe portato verso il centro-sinistra organico nel biennio successivo. In alcune grandi città, Milano, Firenze e Genova, stavano infatti nascendo giunte di centro-sinistra, con sindaci e assessori democristiani e socialisti. Lo stesso Nenni confermò la disponibilità del PSI ad aprirsi verso il governo e chiuse a un'alleanza con il PCI.
Il 13 giugno 1961 Fanfani ebbe un colloquio con il nuovo presidente statunitense John Fitzgerald Kennedy che gli confermò di non essere contrario a un eventuale governo di centro-sinistra.

#### Il primo centro-sinistra di Fanfani e Moro (1962)
Nel gennaio 1962 Moro, appoggiato da Fanfani, dai dorotei, dalla Base e anche dagli andreottiani e con la sola opposizione Scelba, stravinse l'VIII Congresso della DC sulla base di una cauta apertura nei confronti del PSI, vista come necessaria a fronte delle esigenze della nuova Italia industrializzata.
Venne così costituito il quarto governo Fanfani, un governo tripartito formato da DC, PSDI e PRI, con l'astensione determinante del PSI. Questa esperienza viene considerata un primo centro-sinistra, con i socialdemocratici nel governo e i socialisti che lo appoggiano astenendosi, e una forte spinta riformatrice: istituzione della scuola media unica obbligatoria, la nazionalizzazione delle industrie elettriche con l'istituzione dell'ENEL e l'istituzione della cedolare d'acconto.
In quello stesso anno i dorotei ottennero anche la Presidenza della Repubblica facendo eleggere il conservatore Antonio Segni.
Alle elezioni del 1963 DC e PSI si presentarono agli elettori come partiti non alleati tra loro, ma questa scelta strategica non evitò alla DC di subire una sconfitta: il partito democristiano scese al 38,8%, cedendo voti a vantaggio del PLI.

### Il centro-sinistra "organico" (1963-1968)

#### Il governo ponte di Leone (1963)
Dopo le deludenti elezioni politiche del 1963, il Consiglio Nazionale del partito decise di aprire a un centro-sinistra comprensivo dei socialisti, e per questo detto organico. Il presidente Antonio Segni affidò a Moro l'incarico di formare il governo, ma i dissidi interni al PSI non consentirono la creazione di un esecutivo di centro-sinistra.
La temporanea impossibilità di costituire un governo coi socialisti spinse il partito a costituire un governo monocolore DC presieduto dal moderato Giovanni Leone, il governo Leone I, primo governo balneare della storia repubblicana e detto anche governo ponte, con mandato limitato alla gestione dell'ordinaria amministrazione e affinché consentisse la stabilizzazione della situazione politica in attesa di sviluppi all'interno del Partito Socialista.

#### Moro I: nasce il centro-sinistra e Rumor Segretario (1963-1964)

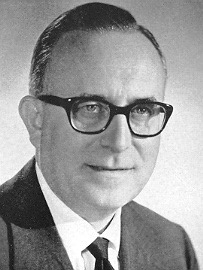
Mariano Rumor

Solamente nel dicembre del 1963 il Partito Socialista Italiano entrò nell'esecutivo e si formò il primo governo del centro-sinistra organico formato da DC, PRI, PSDI e PSI, ma con la forte contrarietà della corrente di Scelba: il primo governo Moro, nel quale vi erano Pietro Nenni alla vicepresidenza e Giuseppe Saragat agli Esteri. A seguito della nomina governativa Moro si dimise dalla segreteria del partito e il 27 gennaio 1964 il doroteo Mariano Rumor venne eletto segretario e il fanfaniano Arnaldo Forlani vicesegretario.
La politica economica del governo, però, deluse il PSI e dopo pochi mesi produsse una crisi. Il governo cadde infatti su di un provvedimento che riguardava l'istruzione privata: il progetto governativo di assegnare fondi alle private incontrò il rifiuto di socialisti, socialdemocratici, repubblicani e anche di una parte della stessa DC. Moro decise di dimettersi.
La ricomposizione della maggioranza di centro-sinistra avvenne con molte difficoltà e su quei giorni aleggiò anche lo spettro del golpe, il cosiddetto Piano Solo di Giovanni De Lorenzo, comandante generale dell'Arma dei Carabinieri, che il 14 luglio incontrò il presidente della Repubblica Segni e il giorno successivo i dirigenti della DC.

#### Moro II e III (1965-1968)
Alla fine prevalse la maggioranza dei dorotei e degli andreottiani, favorevole al proseguimento dell'esperienza di governo con i socialisti, e si formò il secondo Governo Moro.
In autunno il IX Congresso, pur confermando Rumor, mostrò la debolezza della maggioranza dorotea e la relativa forza della minoranza fanfaniana; la spaccatura del partito si fece sentire alle elezioni presidenziali alla fine del 1964, favorendo la vittoria del socialdemocratico Giuseppe Saragat.
Nel 1966 il governo entrò nuovamente in crisi a causa del distacco di Moro dai dorotei, ma l'assenza di alternative portò alla nascita del governo Moro III.
Al X Congresso nazionale del 1967 tenutosi a Milano si formò la corrente dei pontieri: una parte dei dorotei guidata da Taviani e a cui aderirono Cossiga e Sarti che volle avvicinarsi alle posizioni della Base e di Forze Nuove. Le principali correnti invece, dorotei, morotei, fanfaniani e andreottiani, si allearono nuovamente e confermarono Rumor alla Segreteria del partito, ma questa riunificazione si rivelò fragile e temporanea.
Il fallimento della politica riformista favorì l'esplodere delle tensioni con il fenomeno del Sessantotto nonché la fine del collateralismo.
I risultati elettorali del 1968 furono favorevoli alla DC e non ai socialisti e socialdemocratici riuniti nel Partito Socialista Unificato, segno che il centro-sinistra non era ostile agli interessi dei ceti legati alla DC.

### Gli anni della contestazione (1968-1972)

Aldo Moro e Amintore Fanfani, definiti i due cavalli di razza della Democrazia Cristiana.

#### Il secondo governo balneare di Leone
Dopo le elezioni politiche del 1968 il presidente Saragat, a seguito del tentativo fallito del segretario Rumor di ricostituire un governo di centro-sinistra, incaricò Giovanni Leone, che formò il suo secondo governo, un monocolore DC, anch'esso un esecutivo balneare, in attesa di definire i rapporti con i socialisti del Partito Socialista Unificato. Il governo, nel quale non entrano le correnti della sinistra DC, dura da giugno a novembre 1968.

#### Rumor I: rinasce il centro-sinistra
Moro, sentendosi accantonato, uscì ufficialmente dalla corrente dorotea con il suo gruppo detto moroteo e soltanto nel dicembre 1968 fu possibile ricostituire un governo tripartito di centro-sinistra guidato da Mariano Rumor, che a sua volta lasciò la segreteria della DC al collega di corrente Flaminio Piccoli, votato dai dorotei, i fanfaniani e gli amici di Taviani; contro gli votarono Forze Nuove, la Base e i morotei. L'esecutivo Rumor dovette affrontare la situazione difficile del Paese con la volontà di ridare spirito al riformismo del centro-sinistra: venne finalmente decisa l'istituzione delle regioni e dello Statuto dei Lavoratori.
Nel giugno 1969, al XII Congresso, la sinistra democristiana si compattò intorno a Moro, ma i dorotei di Impegno Democratico del segretario Piccoli, del Premier Rumor e del Capogruppo alla Camera Andreotti mantennero la maggioranza grazie all'accordo con i fanfaniani e venne rieletto Piccoli alla segreteria.
La frattura tra PSI e PSDI provocò la caduta del primo governo Rumor. Nell'agosto 1969 Rumor formò il suo secondo governo, un monocolore democristiano nel quale i due partiti socialisti decisero di non entrare dal momento che non riuscivano a superare le loro divisioni.
I ripetuti scontri all'interno della corrente dorotea ne provocarono il crollo e si divise: una componente guidata da Rumor e Piccoli detta Iniziativa popolare e un'altra che riprese il nome ufficiale dei dorotei, Impegno democratico, guidata da Colombo e Andreotti.
Il mese successivo venne eletto segretario della DC il giovane fanfaniano Arnaldo Forlani, come soluzione di compromesso tra le correnti nel pieno del cosiddetto autunno caldo, che culminò con la strage di piazza Fontana.
Il governo, entrato nuovamente in crisi, venne sostituito dal governo Rumor III, nuovo governo di centro-sinistra, sotto il quale venne approvato lo Statuto dei lavoratori e la legge istitutiva dei referendum.
L'incarico di formare il governo fu affidato a Emilio Colombo, sotto il quale fu approvata la Legge 1º dicembre 1970, n. 898 - Disciplina dei casi di scioglimento del matrimonio.
Le elezioni amministrative del 1971 mostrarono uno spostamento di voti a vantaggio dell'MSI, rendendo così la DC incerta sulla strategia da seguire, come mostrò il fallimento della candidatura Fanfani alle elezioni presidenziali nel dicembre di quell'anno, nelle quali fu eletto presidente della Repubblica Giovanni Leone, con i voti determinanti di missini e monarchici.
Nel gennaio 1972 i Repubblicani uscirono dal governo e ne conseguì la crisi del governo Colombo e la nomina di Giulio Andreotti, il cui governo però non disponeva della maggioranza: Leone ne trasse occasione per sciogliere le Camere per le prime elezioni anticipate della storia della Repubblica, alle quali la DC si presentò come partito affidabile e contrapposto agli Opposti estremismi di destra e di sinistra. Il risultato delle elezioni mostrò la compattezza del voto cattolico a favore della DC e il successo del MSI-DN fu contenuto.
In questo periodo venne coniato per il partito il soprannome "Balena bianca", nome che ebbe un notevole successo negli anni seguenti e fu anche usata=o dalla stessa DC.

### Di fronte all'ascesa del PCI (1972-1976)

#### Il centrismo del governo Andreotti-Malagodi (1972-1973)
Dopo il rafforzamento della componente moderata nell'elettorato italiano, la DC decise di costituire un governo senza più i socialisti, guidato sempre da Andreotti. Il governo Andreotti II, sostenuto da PLI, PSDI ed esternamente dal PRI, fu detto anche governo Andreotti-Malagodi, poiché fu il primo esecutivo dal 1957 a vedere l'organica partecipazione di ministri e sottosegretari del PLI.
Una parte della DC non appoggiò il governo: gli esponenti morotei e di Forze Nuove si dimisero dalla Direzione del partito. Il solo Benigno Zaccagnini rimase al suo posto nel Consiglio Nazionale. Il nuovo esecutivo portò avanti una politica fortemente inflazionistica, in una fase in cui gli scontri di piazza si fecero sempre più frequenti con morti e feriti tra i militanti di destra e di sinistra e tra le forze dell'ordine. Già nel dicembre 1972 emersero nel partito le prime insoddisfazioni verso la politica economica del governo; lo stesso segretario Forlani ritenne opportuno ascoltare le correnti di sinistra nel ripensare alle alleanze politiche, dal momento che le spinte verso un riavvicinamento al PSI e alla ricostruzione del centro-sinistra erano molto forti.
Nel giugno 1973 i principali leader delle correnti stringono il "patto di Palazzo Giustiniani". Al XII Congresso, tenutosi a Roma, si formarono tre posizioni all'incirca equivalenti: quella dei dorotei storici Rumor e Piccoli, quella di destra di Andreotti e Forlani e quella di sinistra guidata di fatto da Moro. Il Congresso approvò il documento di Amintore Fanfani, che intendeva riaprire in Italia la prospettiva del centro-sinistra. Il successivo Consiglio nazionale del 17 giugno 1973 elesse quindi Fanfani alla segreteria politica e Zaccagnini alla presidenza del Consiglio Nazionale.
Visto il mutamento degli equilibri interni al partito, il 7 luglio Andreotti, che aveva anche perso l'appoggio esterno dei repubblicani, rassegnò le dimissioni.

#### Il ritorno del centro-sinistra e il referendum sul divorzio (1973-1974)
Si formò quindi un nuovo governo di centrosinistra, il quarto governo Rumor, appoggiato da DC, PSI, PSDI, PRI, che vide inoltre il ritorno di Moro agli Esteri. Fanfani ritenne necessario un confronto diretto con la sinistra allo scopo di mostrare l'esistenza in Italia di un potenzialmente maggioritario schieramento di centrodestra in una fase resa difficile dall'impennata dei prezzi del petrolio.
La caduta del governo, sostituito immediatamente dal quinto Governo Rumor, spinse Fanfani e tutto il gruppo dirigente della DC a puntare sul Referendum abrogativo della legge sul divorzio, nel quale però lo schieramento cattolico fu nettamente sconfitto. Prevalsero nettamente i favorevoli al mantenimento del divorzio, il 59,3%.
Nell'ottobre 1974 anche il governo Rumor cadde a causa dei contrasti tra PSDI e PSI e la DC scelse di costituire il quarto Governo Moro, alleandosi solo col PRI: il nuovo esecutivo puntò tutto sul tema dell'ordine pubblico e all'inizio del 1975 presentò la cosiddetta Legge Reale, che ampliava i poteri della polizia; in compenso il PSI ottenne l'estensione del diritto di voto ai diciottenni e fu istituita la cassa integrazione guadagni.
La campagna elettorale delle elezioni regionali del 1975 fu funestata da numerosi scontri di piazza, ma il risultato non arrise alla DC, bensì vide una crescita del PCI. A questo punto Fanfani fu messo in minoranza dal Consiglio Nazionale del partito, che lo sostituì con il moroteo Benigno Zaccagnini, eletto da un'eterogenea maggioranza come soluzione temporanea. A dicembre tuttavia il PSI tolse il suo appoggio al governo, che si dimise; Moro costituì allora il suo quinto governo, senza più nemmeno il PRI.
Il XIII Congresso del marzo 1975 fu molto combattuto: per la prima volta il segretario fu eletto direttamente dai delegati e, sia pure per pochi voti, il progressista Zaccagnini prevalse sul conservatore Forlani.
Poco dopo, per contrasti sul diritto all'aborto, la DC fu messa in minoranza alla Camera, scelse la strada delle elezioni anticipate del 1976. Alle elezioni la DC ottenne l'appoggio di un vasto schieramento moderato e non necessariamente cattolico: Umberto Agnelli fu candidato al Senato e Indro Montanelli, direttore de il Giornale, sollecitò gli elettori moderati a impedire la salita al potere dei comunisti con uno slogan poi divenuto celebre: Turiamoci il naso e votiamo DC. Il partito mantenne un discreto vantaggio su un PCI in crescita, in un contesto di forte polarizzazione del voto. Tra gli eletti democristiani si notò un forte ricambio generazionale, ad esempio con la presenza di esponenti del movimento ecclesiale Comunione e Liberazione.

### La solidarietà nazionale (1976-1979)

Giulio Andreotti

#### Il governo della non sfiducia (1976-1978)
La DC risultò ancora una volta il primo partito del Paese. Nonostante il fatto che il Partito Comunista avesse ottenuto il suo massimo storico, la DC recuperò i voti persi alle elezioni amministrative del 1975; gli alleati della DC, tra i quali il PSI, subirono invece una battuta d'arresto. La DC decise allora di trattare con il PCI e il PSI per la costituzione del governo Andreotti III, monocolore DC detto della non sfiducia. Cominciò la fase politica detta della solidarietà nazionale, finalizzata a fronteggiare la crisi economica e l'emergere di forti tensioni sociali. Tuttavia, una parte della DC era contraria ad avanzare aperture nei confronti del PCI, al punto che alcuni esponenti (tra cui Roberto Mazzotta, Mariotto Segni, Bartolo Ciccardini, Oscar Luigi Scalfaro, Gerardo Bianco, Vito Scalia) firmarono un documento, redatto nel 1977, con il quale si chiedeva al partito di abbandonare la linea politica portata avanti dal segretario Zaccagnini e di chiudere, contrariamente alla linea intrapresa (e che andava in direzione del cosiddetto compromesso storico), qualsiasi apertura nei confronti del PCI. Tale documento firmato dai Cento, così come furono chiamati dalla stampa, divenne manifesto di una corrente denominata Proposta.
Il terzo governo Andreotti fu inoltre il primo esecutivo repubblicano ad annoverare tra i propri membri una donna, la democristiana Tina Anselmi, al Ministero del lavoro.
Dopo essere entrato nella maggioranza, il PCI pretese di poter concorrere alla definizione del programma di governo. All'inizio del 1978 anche una parte della DC pensava che fosse giunto il momento di elezioni anticipate, Moro invece riteneva di poter concedere ai comunisti l'ingresso nella maggioranza parlamentare, senza però assegnare alcun ruolo all'interno del futuro governo.

#### Il sequestro e l'uccisione di Moro (1978)
La mattina del 16 marzo 1978, mentre si stava recando in Parlamento per il voto di fiducia al nuovo governo Andreotti IV, Aldo Moro fu sequestrato dalle Brigate Rosse, che uccisero inoltre i cinque uomini della sua scorta. Seguirono 55 giorni di tensione, in cui le BR tennero Moro prigioniero, divulgando una serie di lettere nelle quali il prigioniero sollecitava il suo partito ad accettare una trattativa, ma che furono giudicate come estorte e quindi da non considerarsi valide.
Il 9 maggio Moro venne assassinato in circostanze mai del tutto chiarite.

#### Altre difficoltà nel 1978-1979 e fine anticipata della legislatura
Un mese dopo, un referendum sull'abrogazione del finanziamento pubblico ai partiti fu bocciato dagli elettori ma con una percentuale di sì superiore alle previsioni, segno di una crescita della sfiducia verso il sistema dei partiti. A giugno Giovanni Leone fu costretto alle dimissioni dalla presidenza della Repubblica in seguito a una campagna avversa del PCI. La DC non riuscì a eleggere il proprio candidato: il nuovo presidente fu il socialista Sandro Pertini.
Nel gennaio 1979 il PCI uscì dalla maggioranza, facendo cadere il governo Andreotti IV. Venne quindi formato il Governo Andreotti V, creato appositamente per non ottenere la fiducia e andare a elezioni anticipate, nelle quali il PCI perse voti, ma a vantaggio di altri partiti di sinistra, mentre la DC rimase poco sopra il 38%.

### Dal centro-sinistra al Pentapartito (1979-1983)

#### I Governi Cossiga e Forlani
La nuova legislatura cominciò con un nuovo centro-sinistra: nacque il Governo Cossiga I, appoggiato da DC, PSDI, PLI ed esternamente dal PSI.
Nel 1980 si tenne il XIV Congresso del partito, che sancì la fine dell'esperienza della solidarietà nazionale. Arnaldo Forlani, uno dei principali artefici della nuova linea politica, venne eletto presidente del Consiglio Nazionale del partito e nuovo segretario fu il doroteo Flaminio Piccoli, che batté il candidato della sinistra Benigno Zaccagnini, sostenuto anche dagli andreottiani.
Ad aprile il PSI entrò a far parte del secondo governo Cossiga. In seguito tuttavia scoppiarono polemiche su una possibile protezione accordata da Cossiga a Marco Donat-Cattin, esponente di Prima Linea e figlio del leader di Forze Nuove. Il 2 agosto un terribile attentato a Bologna sconvolse l'opinione pubblica e a settembre Cossiga si dimise; Forlani lo sostituì col suo primo governo.

#### Nasce il Pentapartito
Nel maggio 1981, il referendum sull'aborto fu vinto dal NO ancora più nettamente di quello del 1974 sul divorzio. Dopo la sconfitta referendaria e dopo che alcuni esponenti del suo governo erano stati coinvolti nel caso P2, Forlani si dimise da premier, mentre le Brigate Rosse continuavano a colpire. Per la prima volta dopo 36 anni la DC accettò di lasciare la guida del governo, appoggiando il Governo Spadolini I, guidato dal segretario del Partito Repubblicano Italiano Giovanni Spadolini.

##### Affermazione dei basisti
Al XV Congresso (maggio 1982) fu eletto segretario Ciriaco De Mita, esponente della corrente di sinistra della DC detta "Sinistra di Base" o più semplicemente "Base", sostenuto da Benigno Zaccagnini, Flaminio Piccoli, Giulio Andreotti e Amintore Fanfani, contro Arnaldo Forlani. De Mita vinse il congresso anche con il sostegno di alcuni settori della borghesia imprenditoriale. Il segretario uscente Piccoli venne eletto Presidente del Consiglio Nazionale. Il nuovo segretario confermò l'alleanza con i partiti dell'area laico-socialista, ma con uno spirito competitivo nei confronti di Craxi.
Il primo governo Spadolini cadde nell'estate 1982, per contrasti tra DC e PSI, ma fu seguito dall'analogo governo Spadolini II, detto governo fotocopia, che durò però pochi mesi, poiché cadde a seguito dello scontro tra Rino Formica e Beniamino Andreatta, detta lite delle comari.
Ancor meno durò il governo Fanfani V, dopo il quale si andò a elezioni anticipate, nelle quali la DC perse circa il 5% dei voti, a vantaggio degli altri partiti della coalizione di governo e riducendo il proprio vantaggio sul PCI a soli tre punti percentuali.

### Governi Craxi e Fanfani (1983-1987)

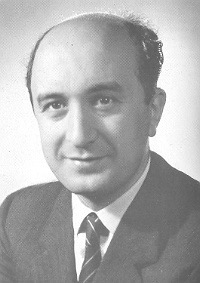
Ciriaco De Mita (1983)

Dopo le elezioni politiche del 1983, alle quali la DC scese per la prima volta al di sotto del 35%, il partito lasciò ancora la guida dell'esecutivo a un non democristiano e questa volta al leader socialista Bettino Craxi, primo Presidente del Consiglio dei Ministri della Repubblica italiana appartenente al PSI, che formò il suo primo governo, nel quale erano presenti, tra gli altri, Forlani come vicepresidente del Consiglio e Andreotti ministro degli affari esteri.
Nel frattempo nel partito si confrontavano la posizione di Ciriaco De Mita, più competitiva con il Partito Socialista Italiano, e quella di Giulio Andreotti, più propenso alla collaborazione con i socialisti. Nonostante la sconfitta elettorale dell'anno precedente, De Mita vinse anche il XVI Congresso del partito nel 1984, ma con uno scarto ridotto rispetto al previsto; ufficialmente, infatti, tutti i capi corrente sostenevano De Mita contro l'altro candidato, Vincenzo Scotti.
Alle elezioni europee del 1984 videro, per la prima volta in un'elezione nazionale, il sorpasso del Partito Comunista Italiano sulla DC, sia pure per lo 0,36%; tuttavia il PSI di Craxi apparve come il più deluso dall'esito elettorale.
L'anno dopo, comunque, alle elezioni regionali del 1985 la DC apparve in lieve recupero, mentre il PCI perse voti; il successivo referendum sul meccanismo della scala mobile fu vinto dallo schieramento governativo, apparendo quindi più una vittoria di Craxi che della DC. Nel 1985 De Mita ottenne comunque un successo: la Presidenza della Repubblica per Francesco Cossiga, votato anche dal PCI, mentre il suo alleato/rivale Craxi ricavò grande popolarità dall'atteggiamento di fermezza nel caso del sequestro della nave Achille Lauro.
Nel 1986 la gestione De Mita cominciò a essere contestata da una parte della borghesia, che in teoria ne doveva essere la beneficiaria (secondo le inchieste su il Giornale di Indro Montanelli). Comunque, il segretario in carica viene rieletto dal XVII Congresso, ma con un Consiglio Nazionale a lui poco fedele, a parte l'area guidata da Benigno Zaccagnini. Un mese prima del congresso, infatti, la corrente facente capo ad Andreotti stringe un'alleanza con il Movimento Popolare, braccio politico di Comunione e Liberazione.
Intanto Craxi, più volte battuto in Parlamento dai franchi tiratori della DC, si dimise, facendo in modo però di favorire la propria rinomina da parte di Cossiga. Nel febbraio 1987 anche il governo Craxi II entrò in crisi, e a questo punto venne costituito il governo Fanfani VI, un monocolore DC, al solo scopo di non ottenere la fiducia delle Camere e andare così a elezioni anticipate, e anche per allontanare la celebrazione di alcuni referendum, presentati in particolare da radicali e verdi, promossi in seguito anche dai socialisti, nell'ottica di creazione di un nuovo schieramento in contrapposizione alla DC.
Alle elezioni del 1987 confermarono le difficoltà della DC, ferma al 34%, ma al tempo stesso mostrarono la debolezza del PCI e la relativa forza di uno schieramento di sinistra moderata e riformista, che faceva perno sul PSI salito al 14%. Poco prima delle elezioni, diversi esponenti della DC come Forlani, Piccoli, Donat-Cattin e Andreotti firmarono il manifesto programmatico ciellino, denominato anche documento dei 39, in cui si chiedeva alla DC di "non cedere alle tentazioni laiciste e tecnocratiche".

### Governi Goria e De Mita (1987-1989)
Poiché Craxi e De Mita si paralizzavano a vicenda, Cossiga affidò l'incarico di formare il governo a Giovanni Goria, esponente minore dell'area Zaccagnini. Per la prima volta in un governo DC non comparvero esponenti del Veneto bianco, proprio mentre stava prendendo piede nel Nord-Est il leghismo. Goria fu costretto a dare le dimissioni nel 1988 in seguito alla bocciatura in Parlamento del suo bilancio. In autunno si tennero con successo i vari referendum promossi da radicali e verdi e in seguito sostenuti sia dal PSI che dalla DC, che a sua volta decise poi di sostenerli per neutralizzare la tattica di Craxi.
Mentre aumentava il debito pubblico, per la prima volta Ciriaco De Mita accettava l'incarico di guidare un governo, che si insediò nell'aprile 1988. Il governo De Mita cominciò a pensare a una nuova legge elettorale (premio di maggioranza alla coalizione vincente), con la consulenza di Roberto Ruffilli, il quale però fu ucciso il 16 aprile da un commando delle Brigate Rosse. La nuova legge elettorale non si fece; comunque la maggioranza operò una modifica ai regolamenti parlamentari per ridurre il peso dei franchi tiratori. I detrattori di De Mita parleranno del suo governo come del clan degli avellinesi: in quegli anni si trovarono a essere originari della provincia di Avellino oltre al capo dell'esecutivo, anche il ministro degli affari regionali e problemi istituzionali Antonio Maccanico, il direttore generale della Rai Biagio Agnes, il capogruppo al Senato Nicola Mancino e il vicepresidente della Camera Gerardo Bianco.

### II Segreteria Forlani

#### XVIII congresso (1989)
In vista del XVIII congresso nazionale del febbraio 1989, svoltosi all'EUR di Roma, Forlani lavorò attivamente alla ricomposizione dell'area moderata della DC. Grazie alla convergenza della sua corrente, di quella dorotea di Antonio Gava e di alcuni ex fanfaniani, nel 1988 nacque la nuova corrente di Azione Popolare (talvolta denominata anche Grande Centro o Alleanza Popolare), in opposizione alla maggioranza demitiana. Quello che risulterà l'ultimo congresso della DC vide la sostituzione alla Segreteria politica di Ciriaco De Mita con Arnaldo Forlani, che ottenne l'85% dei voti, e la creazione di un nuovo Consiglio Nazionale di 180 membri, 160 elettivi più 20 donne cooptate, ripartito in cinque correnti:
- Azione Popolare di Forlani, Gava e Scotti, 67 (37,22%);
- Area del Confronto (già La Base) di De Mita, 63 (35%);
- Amici di Andreotti (già Primavera) di Andreotti, 31 (17,22%);
- Forze Nuove di Donat-Cattin, 14 (7,78%);
- Nuove Cronache di Fanfani, 5 (2,78%).

Il congresso vide l'affermazione della nuova corrente di destra, con l'elezione di Forlani a Segretario del partito. Alcuni esponenti del partito, peraltro, sostennero l'irregolarità delle votazioni a livello di sezione. De Mita comunque mantenne una posizione antagonistica verso Craxi e i repubblicani, ma già a maggio fu costretto a dimettersi: nel giro di tre mesi non era più né segretario del partito né capo del governo.

#### Il CAF (1989-1992)
Questa nuova esperienza di Forlani alla guida del partito di maggioranza relativa si caratterizzò per il rafforzamento del rapporto con il PSI e per la marginalizzazione della sinistra DC (Area del Confronto) e del suo leader Ciriaco De Mita, che uscì di scena. Si avviò così la fase giornalisticamente nota come del CAF: un'alleanza tra Bettino Craxi, Giulio Andreotti e lo stesso Arnaldo Forlani per blindare la maggioranza di pentapartito e la collaborazione tra socialisti e democristiani, mentre si allentarono i legami più o meno occulti con la sinistra estrema che De Mita intendeva invece consolidare.
Nel 1989 venne formato il governo Andreotti VI, durante il quale si assistette a mutamenti radicali dello scenario italiano e internazionale. Nel novembre di quello stesso anno crollava il Muro di Berlino, determinando la fine della guerra fredda e dell'era della cortina di ferro. La conseguente crisi dell'ideologia comunista avrebbe avuto ripercussioni non solo nell'estrema sinistra, ma sull'intero sistema politico, facendo cadere in molti elettori moderati le ragioni per votare democristiano in funzione anticomunista. Cominciò così una progressiva frammentazione del quadro partitico, che si era retto fino allora sulla contrapposizione tra i due blocchi internazionali USA-URSS, ma ora in via di «scongelamento».
Alle elezioni regionali del 1990 ottennero notevole successo la Lega Nord e altre formazioni con base territoriale. Subito dopo Mariotto Segni, fino ad allora semplice deputato, si pose alla testa di un movimento che si proponeva di modificare la legge elettorale per via referendaria, con l'intento di favorire lo sblocco del sistema italiano che non aveva mai conosciuto una logica dell'alternanza per via dei forti legami tra il PCI e l'Unione Sovietica. Fu questo un argomento che il presidente della Repubblica Cossiga cominciò sempre più a sollevare, avvertendo di essere alle soglie di una svolta epocale. Dando vita a una fase di conflitto, spesso provocatoria e con una fortissima esposizione mediatica, verso la DC, da lui accusata di immobilismo, Cossiga ruppe uno dei più antichi tabù della politica democristiana, che consisteva nel mettere a tacere le turbolenze e le piaghe del sistema. Quando nel luglio 1990 Andreotti rese pubblici i documenti su Gladio a cui lo stesso Cossiga apparteneva, organizzazione clandestina pronta a intervenire in caso di invasione sovietica, egli lo interpretò come un tentativo di spodestarlo, e nel novembre 1991 si autodenunciò alla magistratura come referente politico di Gladio, per rivelare agli italiani il prezzo che in termini di legalità era costato il mantenimento della pace sociale durante la cinquantennale presenza in Italia del più forte partito comunista d'Occidente.
Un'altra importante novità di quegli anni fu la firma da parte del governo Andreotti degli accordi di Schengen, che avrebbe abolito i controlli sistematici alle frontiere con gli altri Stati membri dell'Unione europea, e fu preludio alla firma del trattato di Maastricht del 1992, che avrebbe aperto il mercato italiano alla libera concorrenza internazionale, rendendo obsoleto il sistema economico basato sulle partecipazioni statali su cui si era retto fino allora. Dal governo Andreotti furono anche avviate alcune importanti riforme economiche come l'apertura agli investimenti privati nelle università.
Continuava intanto la frammentazione partitica: il 24 gennaio 1991 il palermitano Leoluca Orlando, proveniente dalla corrente di sinistra della DC, fondò La Rete che parteciperà alle elezioni regionali siciliane del successivo giugno. Quella di Orlando fu la prima grande uscita dalla DC dalla fondazione del partito. Nell'aprile dello stesso anno uscì dalla maggioranza il PRI di La Malfa; si formò allora il governo Andreotti VII, col sostegno di quello che era ormai divenuto un quadripartito. Il 9 giugno ottenne notevole successo il referendum proposto da Segni che aboliva le preferenze multiple nel sistema elettorale, e ritenuto dal suo promotore un primo passo per l'abolizione del voto proporzionale. In seguito al referendum Cossiga invitò il Parlamento ad attuare delle riforme istituzionali, senza che però la proposta avesse seguito.

### La fine della prima Repubblica (1992-1994)

#### Tangentopoli e crisi economica (1992)
Le elezioni del 1992 videro per la prima volta la DC scendere sotto la soglia del 30% dei voti (29,7%); i voti mancarono soprattutto nelle regioni a nord del Po, a favore dei partiti autonomisti.
Dopo la sconfitta elettorale, la DC si impegnò nell'elezione del presidente della Repubblica, essendosi Cossiga dimesso anticipatamente. Durante le votazioni fu ucciso il noto magistrato antimafia Giovanni Falcone e, per l'urgenza di trovare, in tale grave condizione, un candidato istituzionale, venne eletto il neopresidente della Camera Oscar Luigi Scalfaro, ex magistrato e membro della Camera fin dall'Assemblea Costituente. La Presidenza del Consiglio fu affidata a Giuliano Amato del PSI, il cui governo fu sostenuto anche dalla DC, e sotto il quale si cercò di contrastare la crisi finanziaria e speculativa contro la lira, con una manovra detta di «lacrime e sangue».
Era esploso intanto il fenomeno detto di Mani pulite, per opera dei giudici guidati da Antonio Di Pietro, che avrebbero decapitato i vertici del partito. Dopo l'insuccesso delle elezioni provinciali del 1992 di Mantova, il segretario Forlani si dimise e il 12 ottobre il Consiglio Nazionale della DC elesse per acclamazione Mino Martinazzoli nuovo segretario, che si orientò subito per un rinnovo profondo della struttura-partito che doveva dirigere; quindici giorni dopo Rosa Russo Iervolino divenne presidente del Consiglio Nazionale in sostituzione di De Mita. Questi cambiamenti tuttavia non scongiurarono un'ulteriore sconfitta alle elezioni amministrative di quell'autunno.

#### Verso il nuovo partito (1993)
Il 26 marzo 1993 il Consiglio nazionale del partito approvò il "Codice deontologico". Tre giorni dopo Mariotto Segni lasciò la DC per scetticismo sulla reale efficacia dell'operato di Martinazzoli. Negli stessi giorni della fine di marzo la DC subì un duro contraccolpo psicologico per effetto dell'incriminazione di Giulio Andreotti (uomo simbolo del partito, sempre al potere dalla sua nascita) per associazione mafiosa a Palermo. Il processo ad Andreotti fu interpretato - peraltro arbitrariamente - da molti osservatori come rivolto all'intera Democrazia Cristiana e alla sua azione politica perlomeno dagli anni settanta in avanti.
Nel 1993, dopo la caduta di Amato, a causa della crisi politica ed elettorale Scalfaro nominò premier Carlo Azeglio Ciampi, il cui esecutivo fu il primo della storia della Repubblica Italiana a essere guidato da un non parlamentare; la DC vi prese parte.
Il 23 giugno Martinazzoli avanzò la proposta di creare un nuovo partito, ipotizzando di chiamarlo Centro Popolare, ma la reazione nelle file democristiane fu ostile: il 25 giugno, alla riunione della Direzione Nazionale del partito, Martinazzoli smentì di voler sciogliere la DC e presentò le dimissioni da segretario, che furono però respinte all'unanimità, con la conferma, da parte della direzione del partito, della fiducia sul progetto di rinnovamento dello "scudo crociato".
A Roma, tra il 23 e il 26 luglio, si tenne l'Assemblea programmatica costituente, nella quale Martinazzoli lanciò l'idea di aprire la terza fase storica della tradizione cattolico-democratica con un partito nazionale di programma, fondato sul valore cristiano della solidarietà da chiamare Partito Popolare. Ad ascoltarlo erano presenti 500 persone, divise equamente tra membri della DC e personalità della società civile (cattoliche e non). L'Assemblea concluse i suoi lavori approvando un documento politico che conferiva a Martinazzoli un pieno mandato di fiducia per costruire un Partito Popolare che consegnasse la DC alla storia.
Unico a votare contro fu l'economista Ermanno Gorrieri, il quale l'11 settembre successivo lascerà la DC per fondare il Movimento Cristiano Sociali con Pierre Carniti, Paola Gaiotti De Biase, Luciano Guerzoni, Gianni Francesco Mattioli, Laura Rozza, Luigi Viviani e altri sindacalisti. La DC perse così con una scissione la sua estrema sinistra, anche se la cosa non creò grandi traumi nel corpo del partito.
Un mese dopo l'Assemblea programmatica, Martinazzoli fissò a gennaio 1994 come data di fondazione del PP.
Intanto continuava il calo di voti: alle elezioni amministrative del 21 e 22 novembre videro la DC attestarsi all'11,2% nei comuni sopra i quindicimila abitanti. Il partito entrava in agitazione e il 24 novembre Clemente Mastella chiese un congresso nazionale immediato nel quale si sarebbe candidato alla segreteria. Per Martinazzoli il congresso restava convocato per il 18 gennaio successivo, 75º anniversario della nascita del PPI di Luigi Sturzo. Fu l'inizio di un mese intenso dove al centro del dibattito vi era la questione della linea politica che avrebbe dovuto tenere il futuro partito: il capogruppo alla Camera Gerardo Bianco chiese di andare verso il filone liberal-democratico e del socialismo riformista; Casini e Mastella invece presentarono il loro progetto volto a contrapporre il futuro PPI alla coalizione del PDS e per questo alleato della Lega, del Patto Segni, dell'ancora non nato partito di Silvio Berlusconi ed eventualmente anche dell'MSI di Gianfranco Fini.

#### Nascita del PPI e la scissione del CCD (1994)
La corrente centrista di Casini e Mastella tuttavia ebbe vita breve: il 13 gennaio avvenne una seconda scissione all'interno del partito, dopo quella dei Cristiano Sociali. Quel giorno i due esponenti rendono note le nomine dei propri coordinatori regionali alternativi a quelli nominati da Martinazzoli. Falliscono così gli ultimi tentativi di riunificare il partito condotti da Ciriaco De Mita e Francesco Cossiga.
Nel pomeriggio del 18 gennaio, dopo oltre cinquant'anni di vita della DC, nasce un nuovo partito: il Partito Popolare Italiano, in analogia con l'omonima formazione fondata 75 anni prima da Luigi Sturzo. Mentre Martinazzoli si preparava a proclamare la nascita del PPI, la mattina dello stesso 18 gennaio alcuni esponenti provenienti soprattutto dalla destra forlaniana-dorotea, favorevoli all'entrata nella coalizione di centro-destra con Forza Italia, Alleanza Nazionale e Lega Nord, diedero vita al Centro Cristiano Democratico, guidato da Pier Ferdinando Casini e Clemente Mastella. Dopo la scissione già avvenuta nel settembre 1993 da parte della frangia cattolico-sociale (che contribuirà successivamente a fondare i Democratici di Sinistra), la DC si vide così divisa in tre tronconi: il PPI che mantenne la collocazione centrista, il CCD collocato nel centro-destra e i CS collocati a sinistra.
Il giorno dopo i parlamentari DC aderiscono in massa al nuovo PPI, tranne 22 deputati che dichiarano di aderire al CCD. Il 22 gennaio si tiene presso il palazzo dei Congressi di Roma l'Assemblea Costituente del nuovo partito; e il 29 gennaio il Consiglio nazionale decide l'autoscioglimento della Democrazia Cristiana sarà riconosciuto al CCD il 15% del patrimonio DC.
La nuova formazione politica riprendeva di fatto la denominazione del partito fondato da don Luigi Sturzo nel 1919. All'interno del PPI confluì gran parte della tradizione politico-culturale della Democrazia Cristiana. Il partito mostrava ad esempio una chiara linea centrista ed era articolato in tre correnti: una sinistra formata da Amintore Fanfani, Ciriaco De Mita, Gerardo Bianco, Nicola Mancino e Beniamino Andreatta; un centro formato da Mino Martinazzoli, Pierluigi Castagnetti, Sergio Mattarella, Rosa Russo Iervolino e Giulio Andreotti; una destra formata da Rocco Buttiglione, Roberto Formigoni, Sergio D'Antoni ed Emilio Colombo.
L'anno dopo (luglio 1995) il segretario del PPI Buttiglione lascia il partito con un gruppo di parlamentari e fonda i Cristiani Democratici Uniti (CDU) che mantiene la titolarità del simbolo della DC: lo scudo crociato.

### La diaspora democristiana

#### Gli eredi politici
Negli anni successivi la politica italiana si caratterizzò in senso tendenzialmente bipolare, pur non cessando mai la costituzione di liste e formazioni politiche autonome dai maggiori schieramenti. Delle formazioni che si vennero a creare alcune discesero dal ceppo comune democristiano, mentre altre accolsero al loro interno numerosi politici che in passato militarono nella DC.
La Democrazia Cristiana ricreata nel giugno del 2002 da Giuseppe Alessi fu il primo partito a rivendicare l'esperienza passata. Diversi esponenti della DC e del Partito Popolare Italiano (1994) entrarono nel Partito Democratico, partito di centro-sinistra nato nel 2007 dall'unione de La Margherita e dei Democratici di Sinistra (quest'ultima formazione aveva già assorbito in passato, quando si chiamava PDS, i Cristiano Sociali). Forza Italia, rifondata dopo la breve esperienza del Popolo della Libertà, è un partito di centro-destra, nel quale confluì la Democrazia Cristiana di Giuseppe Pizza: è membro del Partito Popolare Europeo. Già in Forza Italia e prima nel PdL erano confluiti la Democrazia Cristiana per le Autonomie, i Cristiani Democratici per la Libertà e i Popolari UDEUR. Nel Nuovo Centrodestra, nato nel 2013 da una scissione del Popolo della Libertà, un partito di centro-destra guidato da Angelino Alfano, entrarono alcuni esponenti ex-democristiani come Roberto Formigoni, Maurizio Lupi e Carlo Giovanardi. Discendente dalla radice democristiana è l'Unione di Centro (2002). Ci sono poi la Democrazia Cristiana fondata da Angelo Sandri e la Democrazia Cristiana ricostituita sotto la guida di Gianni Fontana. Nel 2018 Gianfranco Rotondi ha riunito tutte le sigle che si rifacevano alla DC e ha fondato il partito Democrazia Cristiana, componente della coalizione di centro-destra.
Al 2022 sono attive quattro diverse DC in lotta tra loro: quella di Angelo Sandri, quella di Nino Luciani, quella di Franco De Simoni e quella di Renato Grassi con Salvatore Cuffaro.

#### La dispersione del patrimonio immobiliare
La Democrazia Cristiana, negli anni di potere, aveva accumulato un ingente patrimonio immobiliare, compresi molti locali adibiti agli usi delle sezioni. Alla diaspora delle forze del partito, corrispose una caotica fase di lotte tra le diverse "anime" confluite in partiti diversi.
Il grosso del patrimonio immobiliare fu rilevato da un immobiliarista veronese (lo stesso che acquisterà molti degli immobili della Federconsorzi) e che fu poi travolto da un fallimento. I passaggi successivi, molto oscuri, videro la proprietà trasferita nella ex-Jugoslavia.

## Ideologia

### Politica economica
La politica economica della DC fu ispirata dal Codice di Camaldoli, un documento programmatico stilato nel luglio 1943 da alcuni esponenti delle forze cattoliche italiane. Nel Codice venne individuata la funzione dello stato nella promozione dei beni comuni, visti come quelle condizioni che sono necessarie all'insieme dei cittadini per lo sviluppo della loro qualità, della loro vita materiale, intellettuale e religiosa, ma che le persone non sono in grado di attuare; lo Stato non deve sostituirsi a loro, ma deve garantire la protezione e l'elevazione delle classi meno dotate. Sul versante economico viene affermata la necessità che si aggiunga alla legge della giustizia la legge della carità e lo stesso Codice elenca gli otto principi cui si deve conformare l'attività economica: la dignità della persona; l'eguaglianza dei diritti personali; la solidarietà; la destinazione primaria dei beni materiali a vantaggio di tutti; la possibilità di appropriazione nei diversi modi legittimi fra i quali è preminente il lavoro; il libero commercio dei beni nel rispetto della giustizia commutativa; il rispetto delle esigenze della giustizia commutativa nella remunerazione del lavoro; il rispetto dell'esigenza della giustizia distributiva e legale nell'intervento dello Stato. Sul punto della distribuzione patrimoniale il Codice sancisce inoltre che un buon sistema economico deve evitare l'arricchimento eccessivo che rechi danno a un'equa distribuzione.
Secondo Taviani il Codice avrebbe in seguito fortemente ispirato i politici DC impegnati nei due decenni successivi a operare le riforme che prevedevano la liberalizzazione degli scambi con l'estero e avrebbe influito sulla politica abitativa (vedi la Legge Fanfani), sulla questione meridionale (vedi la Cassa del Mezzogiorno), sulla riforma agraria e sulla costituzione e gestione di enti a partecipazione statale (vedi l'Eni).

### Politica estera
La politica estera dei primi anni del partito è fortemente atlantista: la linea degasperiana favorevole all'ingresso nella NATO riuscì a essere maggioritaria, nonostante una forte componente interna al partito era contraria a un'alleanza di tipo militare, nella quale spiccava la posizione di Giuseppe Dossetti. A partire dal 1950, De Gasperi divenne inoltre uno dei più importanti sostenitori dell'integrazione europea, e tuttora è considerato uno dei padri fondatori dell'Unione europea.
Fanfani, tre volte ministro degli esteri, continuò sulle linea atlantista, europeista e anticolonialista, ma con alcune novità: pur considerando saldissima l'alleanza occidentale, ritenne che, qualora gli interessi italiani non corrispondessero con quelli statunitensi, fosse opportuno muoversi autonomamente. Fanfani, supportato da Giorgio La Pira, diede vita al neoatlantismo: l'Italia non solo doveva collaborare con gli Stati Uniti nella difesa dell'Occidente dalla minaccia comunista, ma doveva anche impegnarsi a dialogare con i paesi del Medio Oriente e del Terzo mondo; la migliore arma di questa nuova politica era il dialogo culturale, politico ed economico. Attuazione del neoatlantismo fu la decisione di Enrico Mattei di siglare accordi petroliferi con l'Iran, che determinarono un notevole ribasso del prezzo della benzina. Tuttavia, si rivelò una politica non di successo: la sopravvalutazione della posizione politica internazionale dell'Italia, la mancata accettazione dell'apertura a sinistra da parte di alcuni dirigenti DC e la difficoltà ad avere adeguate risorse finanziarie fruttarono più volte a Fanfani e all'Italia le accuse di dilettantismo e di inaffidabilità atlantica.

### Forma di Stato
La DC sosteneva il regionalismo, richiamandosi al principio di sussidiarietà che era già stato espresso da papa Pio XI nella Quadragesimo Anno, nel quale affermava che fosse «ingiusto rimettere a una maggiore e più alta società quello che dalla minore, inferiore comunità si può fare». Decentramento, autonomia e regioni ritornano in primo piano nel Programma di Milano della DC del 25 luglio 1943 e Alcide De Gasperi, nel suo primo discorso politico del dopoguerra tenuto a Roma il 23 luglio 1944 disse di voler fondare un nuovo Stato alla base del quale vi deve essere il comune e la regione.
Al Congresso di Roma del 1946 Guido Gonella precisava nella sua relazione il pensiero della DC: il centralismo era stato l'arma del dispotismo e una delle cause della permanente ostilità contro il potere da parte dell'opinione pubblica; per superarlo non bastava il semplice decentramento amministrativo, serviva semmai uno Stato istituzionalmente decentrato per garantire le libertà; i comuni dovevano avere il massimo sviluppo (elettività degli amministratori, eliminazione degli inutili controlli, risanamento dei bilanci, ecc.) e l'Italia doveva ritornare alle tradizioni di libertà comunale; cardine fondamentale della riforma dello Stato doveva essere l'istituzione delle regioni, enti autonomi rappresentativi e amministrativi degli interessi locali e professionali e un mezzo di decentramento dell'amministrazione statale; i rapporti fra la regione e il potere centrale dovevano essere determinati secondo il criterio di favorire la massima autonomia. Molteplici sarebbero stati i benefici del rinnovamento dello Stato su basi regionali: la più diretta partecipazione del popolo alla vita pubblica; i più snelli organi burocratici dello Stato, resi così più efficienti; lo svuotamento delle tendenze separatiste e federaliste, arrivando a rafforzare l'unità anche con la rappresentanza delle regioni nel Senato; rendere difficili, se non impossibili, i totalitarismi.

## Correnti

### Dalla fondazione a De Gasperi
- Degasperiani, detti anche Politica popolare: era il gruppo di politici prevalentemente provenienti dall'ex Partito Popolare, di tendenza moderata e vicini ad Alcide De Gasperi. Con l'avanzata dei dossettiani si strutturò diventando una corrente effettiva. Era guidata da Attilio Piccioni e ne facevano parte Mario Scelba, Umberto Tupini, Angela Maria Guidi Cingolani, Angelo Raffaele Jervolino, Maria De Unterrichter Jervolino, Pietro Campilli, Giorgio Tupini, Paolo Emilio Taviani, Guido Gonella, Giuseppe Pella, Giuseppe Spataro, Salvatore Aldisio, Bernardo Mattarella e Giulio Andreotti.
- Dossettiani, detti anche Cronache sociali: corrente sociale fondata dalla rivista Cronache sociali nell'estate 1946 che durò sino all'estate del 1951, quando confluì in Iniziativa democratica. I suoi esponenti erano Giuseppe Dossetti, che in seguito avrebbe lasciato la politica per la vita monastica, nonché autorevoli membri dell'Assemblea costituente, come Amintore Fanfani, Giorgio La Pira e Mariano Rumor, e intellettuali cattolici, come Giuseppe Lazzati e Achille Ardigò. Diversi suoi militanti erano docenti universitari, soprattutto della Cattolica di Milano, ragion per cui era nota anche per essere la corrente dei professorini.
- Gronchiani, detti anche Politica sociale: eredi della sinistra dell'ex PPI, il leader era Giovanni Gronchi e vi aderivano Giuseppe Rapelli, Piero Malvestiti, Domenico Ravaioli, Achille Grandi e Fernando Tambroni. Esauritasi nel corso degli anni cinquanta con l'elezione di Gronchi alla Presidenza della Repubblica, i suoi esponenti si indirizzarono verso le altre correnti.
- Vespisti, detti anche Vespa: area formata da ex Popolari di destra conservatrice. Leader della corrente era Carmine De Martino e ne erano membri Stefano Jacini ed elementi vicini ai ceti agrari meridionali e alla Confindustria. Assunsero tale nome dal luogo di fondazione, il Vespa Club di Roma.[96]

### Anni cinquanta: Fanfani eIniziativa democratica
- Iniziativa democratica: fu la prima vera corrente chiaramente riconoscibile e strutturata, di orientamento progressista, fondata il 18 novembre 1951 dall'omonima rivista dopo l'addio alla politica di Dossetti. Unì protagonisti provenienti dalla dinamica sinistra interna quali Fanfani, Aldo Moro e Francesco Cossiga, ad esponenti del centro degasperiano come Paolo Emilio Taviani, Antonio Segni e Emilio Colombo, oltre che ex gronchiani come Fernando Tambroni. Fu lo strumento attraverso cui la seconda generazione DC si affermò all'interno del partito e delle istituzioni dopo il periodo degasperiano; il suo principale leader, Amintore Fanfani, al congresso del 1954 fu nominato Segretario anche grazie al sostegno di De Gasperi.
- La Base, ribattezzata successivamente Sinistra di Base: corrente cristiano sociale, fondata nel 1952 da ex dossettiani fuoriusciti da Iniziativa democratica e da alcuni ex gronchiani. Ne erano membri degli esponenti del mondo economico quali Ezio Vanoni, Giorgio Bo e Giovanni Marcora. Fu sostenuta da Enrico Mattei, presidente dell'Eni, e dal suo successore Eugenio Cefis. Afferivano a questa tendenza anche la sinistra fiorentina di Nicola Pistelli, la sinistra veneziana di Vladimiro Dorigo e la sinistra avellinese di Fiorentino Sullo; vi appartennero inoltre Luigi Granelli, Piero Bassetti, Giovanni Galloni, Ciriaco De Mita, Riccardo Misasi, Nicola Mancino, Bruno Tabacci e per brevi periodi anche Gian Aldo Arnaud e Ezio Cartotto. Disponeva di un periodico, Politica, edito a Firenze, e del settimanale della DC milanese Il popolo lombardo.
- Forze sociali, detta successivamente Rinnovamento democratico: corrente  sindacale, vicina alla CISL e fondata nel 1953. Ne fu capo Giulio Pastore e ne erano esponenti Renato Cappugi, Bruno Storti, Vito Scalia, Livio Labor e Carlo Donat-Cattin.
- Primavera: corrente di destra fondata nel 1954 da Giulio Andreotti con Alcide De Gasperi capolista[97][98], ne erano membri Nicola Signorello, Franco Evangelisti e Salvo Lima.
- Centrismo popolare: fondata nel 1958 da alcuni fuoriusciti da Iniziativa democratica guidati da Mario Scelba, era  di orientamento moderato.[99][9][100][101] Vi aderivano Guido Gonella, Roberto Lucifredi, Silvio Gava, Mario Martinelli e Oscar Luigi Scalfaro. La corrente aveva ne Il Centro il suo organo di stampa, e verrà sciolta dal suo stesso leader nel 1969.

### Anni sessanta: Moro, Rumor e idorotei
- Dorotei: corrente moderata, di ispirazione conservatrice sui temi etici, fondata il 9 marzo del 1959 presso il Convento di Santa Dorotea a Roma da quella componente maggioritaria di Iniziativa democratica che sfiduciò Fanfani. I dorotei guidarono saldamente il partito nel corso degli anni sessanta e nei primi anni settanta. Vi aderivano Antonio Segni, Bernardo Mattarella, Aldo Moro, Antonio Bisaglia, Mariano Rumor, Flaminio Piccoli, Paolo Emilio Taviani e Filippo Maria Pandolfi.[102][103][104]
- Nuove cronache: corrente riformista fondata nel 1959 da Amintore Fanfani e dagli uomini vicini a lui dopo la sfiducia da parte della maggioranza di Iniziativa democratica. Ne erano membri Ettore Bernabei, Gian Paolo Cresci, Lorenzo Natali, Arnaldo Forlani, Giovanni Gioia, Mauro Bubbico, Franco Maria Malfatti, Ivo Butini, Clelio Darida, Gian Aldo Arnaud e Giovanni Prandini.
- Rinnovamento democratico, detta successivamente Forze Nuove: nuova corrente della sinistra sindacalista. Guidata inizialmente da Giulio Pastore e in seguito da Carlo Donat-Cattin, vi aderivano Bruno Storti, Vittorino Colombo, Guido Bodrato, Ermanno Gorrieri e Calogero Mannino. Disponeva di una rivista, Terza fase.

### La divisione deidorotei
- Pontieri, detti anche Ponte o Tavianei: corrente staccatasi dai dorotei nel 1967. Era capeggiata da Paolo Emilio Taviani e vi aderivano Francesco Cossiga, Adolfo Sarti e Remo Gaspari. In occasione del Congresso del 1973, riconfluì facilmente nella corrente dorotea.
- Morotei, detti anche Amici di Moro: influente  corrente progressista di Aldo Moro. Si scisse nel 1968 dalla corrente dorotea e si avvaleva del contributo di Benigno Zaccagnini, Tina Anselmi, Maria Eletta Martini, Tommaso Morlino, Luigi Gui, Leopoldo Elia, Beniamino Andreatta, Bernardo Mattarella, Piersanti Mattarella e Sergio Mattarella.
- Nuova sinistra: minuscola corrente staccatasi dal gruppo doroteo nel 1969, guidata da Fiorentino Sullo. Si sciolse nel 1973.
- Forze libere: corrente liberale fondata nel 1969 da Oscar Luigi Scalfaro con Franco Restivo e Giovanni Elkan.
- Impegno democratico: corrente formatasi dall'unione del troncone principale del gruppo doroteo con la corrente di Giulio Andreotti. Ne erano membri Emilio Colombo, Vito Lattanzio e Publio Fiori tra i dorotei, Franco Evangelisti, Vittorio Sbardella, Salvo Lima, Paolo Cirino Pomicino e Vincenzo Scotti tra gli andreottiani. Nel corso degli anni settanta si ricompattò a Iniziativa popolare.
- Iniziativa popolare: corrente formatasi nel 1969 dalla scissione del gruppo doroteo. Era guidata da Mariano Rumor e Flaminio Piccoli e ne erano membri Antonio Bisaglia, Giovanni Spagnolli, Attilio Ruffini, Mario Ferrari Aggradi, Antonino Pietro Gullotti, Silvio Gava, Antonio Gava, Giancarlo Tesini e Gustavo Selva. Nel corso degli anni settanta si ricompattò a Impegno democratico.
- Nuove cronache: corrente di Amintore Fanfani e Arnaldo Forlani alla quale aderivano Ivo Butini, Clelio Darida, Lorenzo Natali e Giovanni Prandini.

### Anni settanta e ottanta

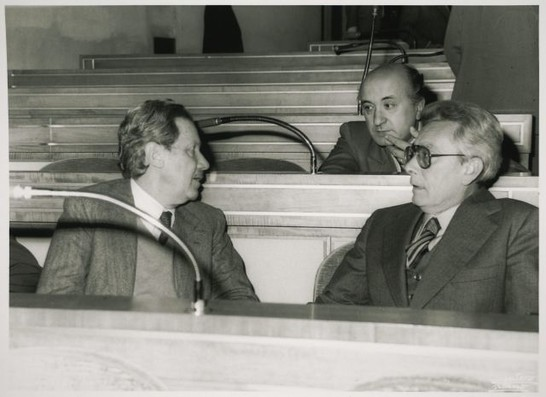
Flaminio Piccoli, Ciriaco De Mita e Arnaldo Forlani alla commemorazione dei cent'anni dalla nascita di Alcide De Gasperi (1981).

- Area Zac: gruppo di correnti di sinistra nato nel 1978. Era guidata da Benigno Zaccagnini e vi aderivano i morotei, la Base e gli esponenti di Forze Nuove vicino a Guido Bodrato.
- Preambolo: gruppo di aree moderate nato nel congresso del 1980. Era guidata da Flaminio Piccoli e vi aderivano i dorotei di Piccoli e di Antonio Bisaglia, Nuove cronache di Fanfani e gli esponenti di Forze Nuove vicino a Carlo Donat-Cattin.
- Proposta: corrente di destra nata nel 1977 e guidata da Mariotto Segni, detta anche dei cento in quanto nacque con la firma di un documento con il quale si chiedeva al partito di abbandonare la linea politica portata avanti dal segretario Zaccagnini e di chiudere qualsiasi apertura nei confronti del PCI. I suoi principali rappresentanti erano Oscar Luigi Scalfaro, Severino Citaristi, Giuseppe Zamberletti, Bartolo Ciccardini e un altro centinaio di esponenti democristiani. Si sciolse dopo qualche tempo.[105]
- Amici di Prandini: corrente fondata da Giovanni Prandini nel 1980. Ne erano membri anche Mariotto Segni, Roberto Mazzotta e Ezio Cartotto. Nel corso degli anni ottanta confluì nel Preambolo.
- Corrente del golfo o Impegno Riformista: corrente fondata da Antonio Gava e Vincenzo Scotti nel 1987 e formata principalmente dagli esponenti meridionali (principalmente dorotei e andreottiani) del partito, tra cui Emilio Colombo, Calogero Mannino e Paolo Cirino Pomicino.

### Gli anni del CAF (1988-1994)
- Azione Popolare: corrente maggioritaria, centrista e moderata, fondata da Antonio Gava nel 1988. I suoi maggiori esponenti erano Vincenzo Scotti, Flaminio Piccoli, Arnaldo Forlani, Oscar Luigi Scalfaro, Pier Ferdinando Casini, Marco Follini, Giampaolo D'Andrea, Mariotto Segni e Rosa Russo Iervolino.
- Area del Confronto o Sinistra di Base: corrente di sinistra guidata da Ciriaco De Mita. Aderivano a tale corrente partitica anche Mino Martinazzoli, Leopoldo Elia, Giovanni Goria, Sergio Mattarella, Calogero Mannino, Guido Bodrato, Pierluigi Castagnetti, Leoluca Orlando, Beniamino Andreatta, Francesco D'Onofrio, Clemente Mastella, Maria Eletta Martini, Silvia Costa e Mariapia Garavaglia.
- Primavera: corrente di destra guidata da Giulio Andreotti a cui aderivano Paolo Cirino Pomicino, Salvo Lima, Nicola Signorello, Nino Cristofori, Vittorio Sbardella (fuoriuscito nei primi mesi del 1992) e Franco Evangelisti.
- Alleanza Popolare per il Cambiamento (talvolta indicata con l'abbreviazione Alpoca): corrente di destra clericale fondata da Vittorio Sbardella e dal leader del Movimento Popolare (braccio politico di Comunione e Liberazione) Roberto Formigoni nel 1992. Già nel corso degli anni '80 il Movimento Popolare si avvicinò chiaramente alle posizioni politiche della corrente di Andreotti, e favorì con questa la nascita di un'intesa nel 1986. Altri esponenti erano Rocco Buttiglione, Gianfranco Rotondi, Maurizio Lupi e Ombretta Fumagalli Carulli.
- Forze Nuove: corrente di sinistra guidata inizialmente da Carlo Donat-Cattin e, dopo la sua morte nel 1991, dal sindacalista Franco Marini. Aderivano a tale espressione correntizia anche Gerardo Bianco  e Sandro Fontana
- Nuove Cronache: corrente minoritaria che raccoglieva gli ultimi seguaci ed assertori della politica di Amintore Fanfani.

## Struttura

### Presidenti dei gruppi parlamentari

#### Camera dei deputati
- 15 luglio 1946 – 31 gennaio 1948: Giovanni Gronchi, vice: Mario Cingolani, poi Aldo Moro
- 1º giugno 1948 – 2 febbraio 1949: Giuseppe Cappi, vice: Ennio Avanzini & Gesumino Mastino
- 2 febbraio 1949 – 9 febbraio 1950: Giuseppe Spataro, vice: Ennio Avanzini & Gesumino Mastino
- 9 febbraio 1950 – 7 dicembre 1950: Giuseppe Cappi, vice: Angelo Raffaele Jervolino & Giuseppe Lazzati
- 7 dicembre 1950 – 24 giugno 1953: Giuseppe Bettiol, vice: Angelo Raffaele Jervolino & Giuseppe Lazzati, poi Aldo Moro & Enzo Giacchero
- 21 luglio 1953 – 31 dicembre 1956: Aldo Moro, vice: Oscar Luigi Scalfaro & Renato Tozzi Condivi, poi Benigno Zaccagnini & Giuseppe Codacci Pisanelli
- 31 dicembre 1956 – 11 giugno 1958: Attilio Piccioni, vice: Brunetto Bucciarelli-Ducci & Francesco Concetti
- 18 giugno 1958 – 31 dicembre 1962: Luigi Gui, vice: Giovanni Battista Migliori
- 31 dicembre 1962 – 4 giugno 1968: Benigno Zaccagnini, vice: Giovanni Battista Migliori, poi Amos Zanibelli
- 9 luglio 1968 – 12 dicembre 1968: Fiorentino Sullo, vice: Amos Zanibelli & Giacomo Sedati
- 17 dicembre 1968 – 24 maggio 1972: Giulio Andreotti, vice: Amos Zanibelli
- 25 maggio 1972 – 2 ottobre 1978: Flaminio Piccoli, vice: Virginio Rognoni & Leandro Fusaro
- 2 ottobre 1978 – 19 giugno 1979: Giovanni Galloni, vice: Leandro Fusaro & Gerardo Bianco
- 24 ottobre 1979 – 11 luglio 1983: Gerardo Bianco, vice: Paolo Cirino Pomicino & Calogero Mannino
- 19 luglio 1983 – 1º agosto 1986: Virginio Rognoni, vice: Tarcisio Gitti
- 8 ottobre 1986 – 31 luglio 1989: Mino Martinazzoli, vice: Tarcisio Gitti, poi Nino Cristofori & Raffaele Russo
- 31 luglio 1989 – 16 ottobre 1990: Vincenzo Scotti, vice: Adolfo Sarti & Antonino Zaniboni
- 30 ottobre 1990 – 22 aprile 1992: Antonio Gava, vice: Anna Nenna D'Antonio & Giovanni Carrus
- 30 aprile 1992 – 18 gennaio 1994: Gerardo Bianco, vice: Rino Nicolosi & Ombretta Fumagalli Carulli

#### Senato della Repubblica
- 8 maggio 1948 – 24 giugno 1953: Mario Cingolani, vice: Umberto Merlin & Carlo De Luca
- 25 giugno 1953 – 11 giugno 1958: Stanislao Ceschi, vice: Giacinto Bosco
- 18 giugno 1958 – 25 luglio 1960: Attilio Piccioni, vice: Ennio Zelioli-Lanzini
- 10 ottobre 1960 – 12 dicembre 1968: Silvio Gava, vice: Antonio Monni, poi Barbaro Lo Giudice
- 29 gennaio 1969 – 4 agosto 1969: Giuseppe Caron, vice: Giuseppe Bartolomei
- 16 ottobre 1969 – 26 giugno 1973: Giovanni Spagnolli, vice: Giuseppe Bartolomei
- 18 luglio 1973 – 18 ottobre 1980: Giuseppe Bartolomei, vice: Salverino De Vito
- 12 novembre 1980 – 11 luglio 1983: Giorgio De Giuseppe, vice: Salverino De Vito, poi Nicola Mancino & Gian Pietro Rossi
- 19 luglio 1983 – 24 giugno 1984: Antonio Bisaglia, vice: Nicola Mancino
- 4 luglio 1984 – 28 giugno 1992: Nicola Mancino, vice: Vincenzo Carollo, poi Francesco Mazzola
- 8 luglio 1992 – 31 marzo 1993: Antonio Gava, vice: Vittorino Colombo
- 1º aprile 1993 – 18 gennaio 1994: Gabriele De Rosa, vice: Francesco Mazzola

## Risultati elettorali

### Elezioni nazionali
| Elezione | Assemblea Costituente | Assemblea Costituente | Assemblea Costituente |
| Elezione | Voti                  | %                     | Seggi                 |
| -------- | --------------------- | --------------------- | --------------------- |
| 1946     | 8.101.004             | 35,21                 | 207 / 556             |

| Elezione | Camera dei deputati | Camera dei deputati | Camera dei deputati | Camera dei deputati | Senato della Repubblica | Senato della Repubblica | Senato della Repubblica | Senato della Repubblica | Legislatura |
| Elezione | Voti                | %                   | Seggi               | +/-                 | Voti                    | %                       | Seggi                   | +/-                     | Legislatura |
| -------- | ------------------- | ------------------- | ------------------- | ------------------- | ----------------------- | ----------------------- | ----------------------- | ----------------------- | ----------- |
| 1948     | 12.740.042          | 48,51               | 305 / 574           |                     | 10.899.640              | 48,11                   | 131 / 237               |                         | I           |
| 1953     | 10.862.073          | 40,10               | 263 / 590           | 42                  | 9.660.210               | 39,76                   | 112 / 237               | 19                      | II          |
| 1958     | 12.520.207          | 42,35               | 273 / 596           | 10                  | 10.780.954              | 41,23                   | 123 / 246               | 11                      | III         |
| 1963     | 11.773.182          | 38,28               | 260 / 630           | 13                  | 10.017.975              | 36,47                   | 132 / 315               | 9                       | IV          |
| 1968     | 12.437.848          | 39,12               | 266 / 630           | 6                   | 10.972.114              | 38,34                   | 135 / 315               | 3                       | V           |
| 1972     | 12.912.466          | 38,66               | 266 / 630           | 0                   | 11.465.529              | 38,07                   | 135 / 315               | 0                       | VI          |
| 1976     | 14.209.519          | 38,71               | 262 / 630           | 5                   | 12.227.353              | 38,88                   | 135 / 315               | 0                       | VII         |
| 1979     | 14.046.290          | 38,30               | 262 / 630           | 0                   | 12.010.716              | 38,34                   | 138 / 315               | 3                       | VIII        |
| 1983     | 12.153.081          | 32,93               | 225 / 630           | 37                  | 10.077.204              | 32,41                   | 120 / 315               | 18                      | IX          |
| 1987     | 13.233.620          | 34,31               | 234 / 630           | 9                   | 10.897.036              | 33,62                   | 125 / 315               | 5                       | X           |
| 1992     | 11.640.265          | 29,66               | 206 / 630           | 28                  | 9.088.494               | 27,27                   | 107 / 315               | 18                      | XI          |

### Elezioni Europee
| Elezione | Voti       | %     | Seggi   | +/- | Legislatura |
| -------- | ---------- | ----- | ------- | --- | ----------- |
| 1979     | 12.774.320 | 36,45 | 29 / 81 |     | I           |
| 1984     | 11.583.767 | 32,96 | 26 / 81 | 3   | II          |
| 1989     | 11.451.053 | 32,90 | 26 / 81 | 0   | III         |

## Congressi nazionali
- Congresso DC Italia libera – Napoli, 16-18 aprile 1944
- Commissione Direttiva Centrale – 7 giugno 1944
- Congresso Interregionale – Napoli, 29-31 luglio 1944
- I Congresso – Roma, 24-27 aprile 1946
- II Congresso – Napoli, 15-19 novembre 1947
- III Congresso – Venezia, 2-6 giugno 1949
- IV Congresso – Roma, 21-26 novembre 1952
- V Congresso – Napoli, 26-29 giugno 1954
- VI Congresso – Trento, 14-18 ottobre 1956
- VII Congresso – Firenze, 23-28 ottobre 1959
- VIII Congresso – Napoli, 27-31 gennaio 1962
- IX Congresso – Roma, 12-16 settembre 1964
- X Congresso – Milano, 23-26 novembre 1967
- XI Congresso – Roma, 27-30 giugno 1969
- XII Congresso – Roma, 6-10 giugno 1973
- XIII Congresso – Roma, 18-24 marzo 1976
- XIV Congresso – Roma, 15-20 febbraio 1980
- XV Congresso – Roma, 2-6 maggio 1982
- XVI Congresso – Roma, 24-28 febbraio 1984
- XVII Congresso – Roma, 26-30 maggio 1986
- XVIII Congresso – Roma, 18-22 febbraio 1989

## Iscritti
- 1945 - 537.582
- 1946 - 602.652
- 1947 - 790.771
- 1948 - 1.095.359
- 1949 - 766.023
- 1950 - 882.674
- 1951 - 917.095
- 1952 - 954.723
- 1953 - 1.141.181
- 1954 - 1.252.524
- 1955 - 1.186.785
- 1956 - 1.377.286
- 1957 - 1.295.028
- 1958 - 1.410.179
- 1959 - 1.608.609
- 1960 - 1.473.789
- 1961 - 1.565.185
- 1962 - 1.446.500
- 1963 - 1.621.620
- 1964 - 1.633.003
- 1965 - 1.656.428
- 1966 - 1.592.134
- 1967 - 1.621.866
- 1968 - 1.696.182
- 1969 - 1.745.632
- 1970 - 1.738.996
- 1971 - 1.814.578
- 1972 - 1.828.998
- 1973 - 1.747.292
- 1974 - 1.843.515
- 1975 - 1.732.501
- 1976 - 1.365.187
- 1977 - 1.201.707
- 1978 - 1.355.423
- 1979 - 1.384.148
- 1980 - 1.395.584
- 1981 - 1.385.141
- 1982 - 1.361.066
- 1983 - 1.384.058
- 1984 - 1.382.278
- 1985 - 1.444.565
- 1986 - 1.395.784
- 1987 - 1.812.201
- 1988 - 1.693.346
- 1989 - 1.862.426

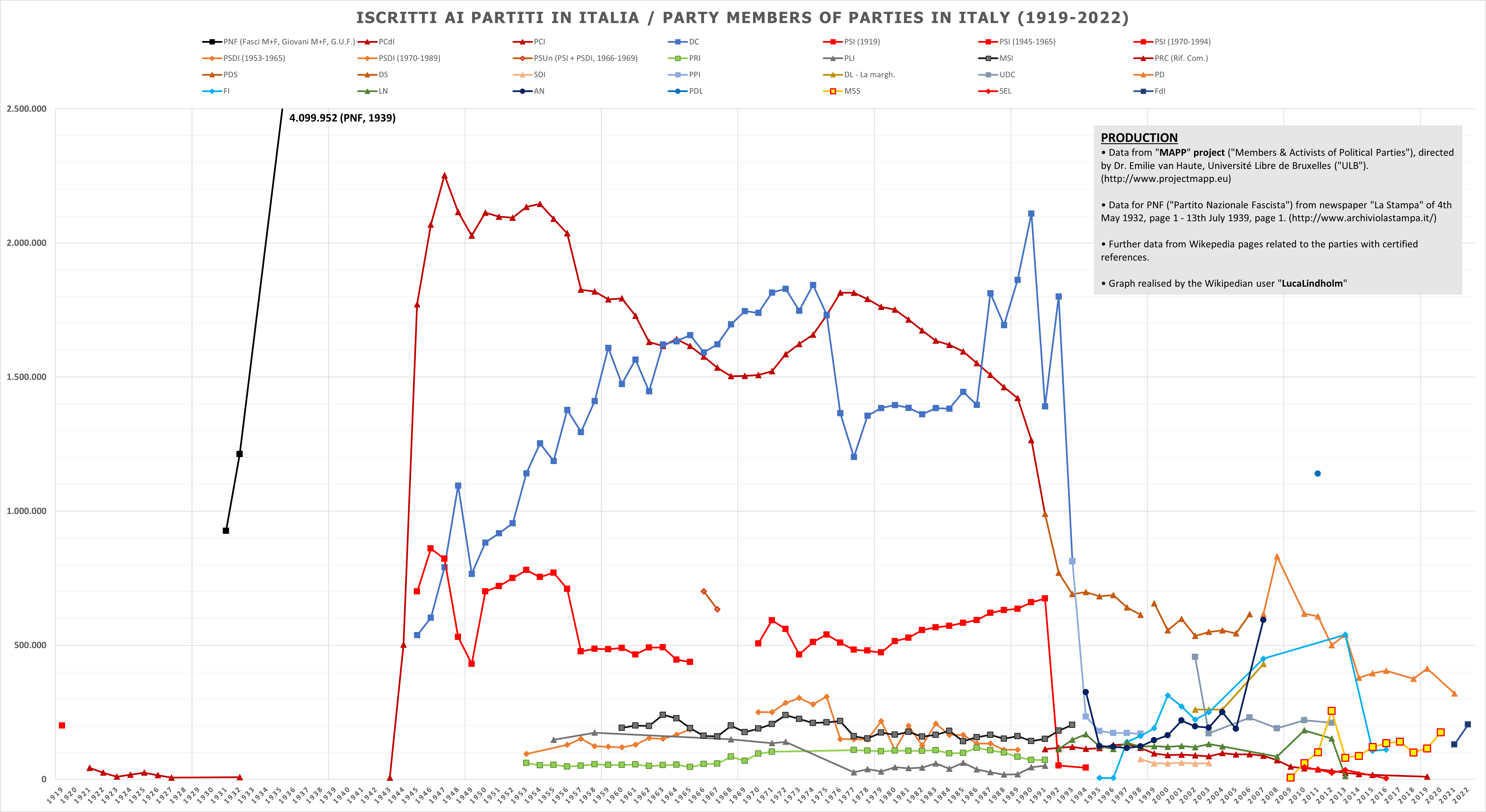
Andamento degli iscritti alla DC (1945 - 1993).

- 1990 - 2.109.670 (massimo storico)
- 1991 - 1.390.918
- 1992 - 1.800.000
- 1993 - 813.753
- 1994 - 809.456

## Nelle istituzioni

### Presidente della Repubblica Italiana
La Democrazia Cristiana ha espresso cinque capi di Stato nel suo periodo di esistenza.
- Giovanni Gronchi (1955-1962)
- Antonio Segni (1962-1964)
- Giovanni Leone (1971-1978)
- Francesco Cossiga (1985-1992)
- Oscar Luigi Scalfaro (1992-1999)

### Presidente del Senato della Repubblica
- Ennio Zelioli-Lanzini (IV legislatura della Repubblica Italiana)
- Amintore Fanfani (V, VI, VII, VIII, IX legislatura della Repubblica Italiana)[106]
- Giovanni Spagnolli (VI legislatura della Repubblica Italiana)
- Tommaso Morlino (VIII legislatura della Repubblica Italiana)[107]
- Vittorino Colombo (VIII legislatura della Repubblica Italiana)
- Francesco Cossiga (IX legislatura della Repubblica Italiana)[108]

### Presidente della Camera dei deputati
- Giovanni Gronchi (I, II legislatura della Repubblica Italiana)
- Giovanni Leone (II, III, IV legislatura della Repubblica Italiana)
- Brunetto Bucciarelli-Ducci (IV legislatura della Repubblica Italiana)
- Oscar Luigi Scalfaro (XI legislatura della Repubblica Italiana)

### Presidente del Consiglio dei ministri

#### Regno d'Italia
- Alcide De Gasperi

#### Repubblica Italiana
La Democrazia Cristiana ha espresso sedici capi di governo, di cui cinque con più mandati.
- Alcide De Gasperi (1946-1953)[109]
- Giuseppe Pella (1953-1954)
- Amintore Fanfani (1954 / 1958-1959 / 1960-1963 / 1982-1983 / 1987)[110]
- Mario Scelba (1954-1955)
- Antonio Segni (1955-1957 / 1959-1960)
- Adone Zoli (1957-1958)
- Fernando Tambroni (1960)
- Giovanni Leone (1963 / 1968)
- Aldo Moro (1963-1968 / 1974-1976)[111]
- Mariano Rumor (1968-1970 / 1973-1974)
- Emilio Colombo (1970-1972)
- Giulio Andreotti (1972-1973 / 1976-1979 / 1989-1992)[112]
- Francesco Cossiga (1979-1980 / 1980)
- Arnaldo Forlani (1980-1981)
- Giovanni Goria (1987-1988)
- Ciriaco De Mita (1988-1989)

### Vicepresidente del Consiglio dei Ministri

#### Regno d'Italia
- Giulio Rodinò (Governo Bonomi III)

#### Repubblica Italiana
- Attilio Piccioni (Governo De Gasperi V, VII, VIII, Fanfani III, IV e Leone I)
- Giuseppe Pella (Governo Zoli)
- Antonio Segni (Governo Fanfani II)
- Paolo Emilio Taviani (Governo Rumor II)
- Arnaldo Forlani (Governo Craxi I, II)

### Governi

#### Regno d'Italia
- Governo Badoglio II
- Governo Bonomi II
- Governo Bonomi III
- Governo Parri
- Governo De Gasperi I

#### Repubblica Italiana
- Governo De Gasperi II
- Governo De Gasperi III
- Governo De Gasperi IV
- Governo De Gasperi V
- Governo De Gasperi VI
- Governo De Gasperi VII
- Governo De Gasperi VIII
- Governo Pella
- Governo Fanfani I
- Governo Scelba
- Governo Segni I
- Governo Zoli
- Governo Fanfani II
- Governo Segni I
- Governo Tambroni
- Governo Fanfani III
- Governo Fanfani IV
- Governo Leone I
- Governo Moro I
- Governo Moro II
- Governo Moro III
- Governo Leone II
- Governo Rumor I
- Governo Rumor II
- Governo Rumor III
- Governo Colombo
- Governo Andreotti I
- Governo Andreotti II
- Governo Rumor IV
- Governo Rumor V
- Governo Moro IV
- Governo Moro V
- Governo Andreotti III
- Governo Andreotti IV
- Governo Andreotti V
- Governo Cossiga I
- Governo Cossiga II
- Governo Forlani
- Governo Spadolini I
- Governo Spadolini II
- Governo Fanfani V
- Governo Craxi I
- Governo Craxi II
- Governo Fanfani VI
- Governo Goria
- Governo De Mita
- Governo Andreotti VI
- Governo Andreotti VII
- Governo Amato I
- Governo Ciampi

### Internazionali

#### Presidente dell'Alta Autorità della CECA
- Piero Malvestiti
- Dino Del Bo

#### Presidente del Parlamento europeo
- Alcide De Gasperi
- Giuseppe Pella
- Mario Scelba
- Emilio Colombo

#### Presidente della Commissione europea
- Franco Maria Malfatti

#### Presidente di turno del Consiglio dell'Unione europea
- Antonio Segni
- Amintore Fanfani
- Aldo Moro
- Giovanni Leone
- Mariano Rumor
- Emilio Colombo
- Francesco Cossiga
- Giulio Andreotti

#### Presidente dell'Assemblea dell'ONU
- Amintore Fanfani

## Simboli storici
Dalla sua fondazione il simbolo della Democrazia Cristiana riprese quello del Partito Popolare Italiano, uno scudo con bordo superiore arcuato e da una croce latina al suo interno con le estremità leggermente svasate e la scritta "Libertas". Lo Scudo Crociato fu il simbolo sempre associato ai cattolici italiani in politica, con piccoli e variabili accorgimenti grafici come il bordo superiore arcuato o le svasature che caratterizzavano le estremità della croce latina al suo interno. Nelle elezioni politiche del 1992 e in quelle amministrative del 1993, quando furono introdotte le schede elettorali a colori, per renderlo più visibile fu inserito in un cerchio con lo sfondo azzurro e la scritta "Democrazia Cristiana".

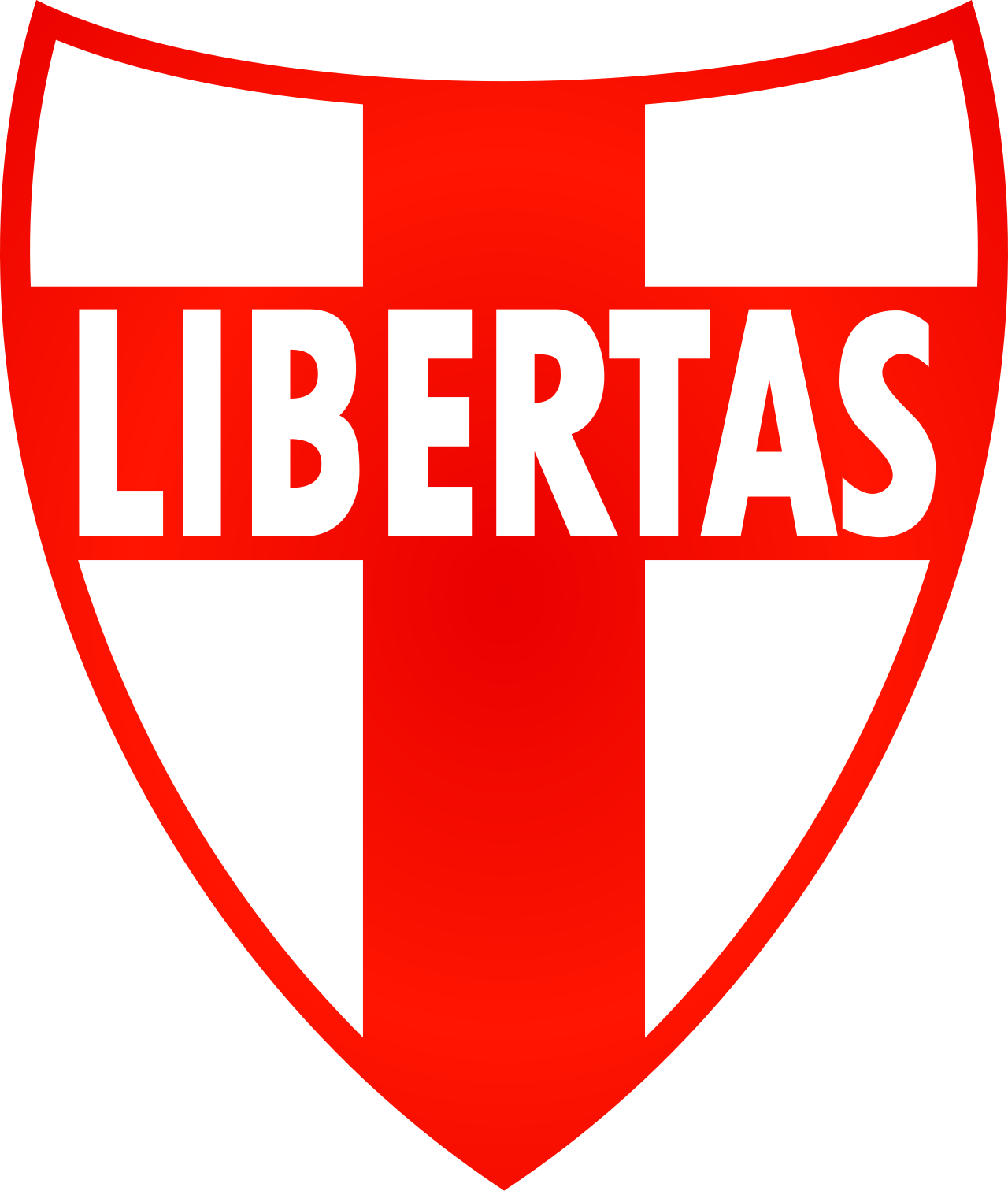
Simbolo ufficiale utilizzato dal 1943 al 1968
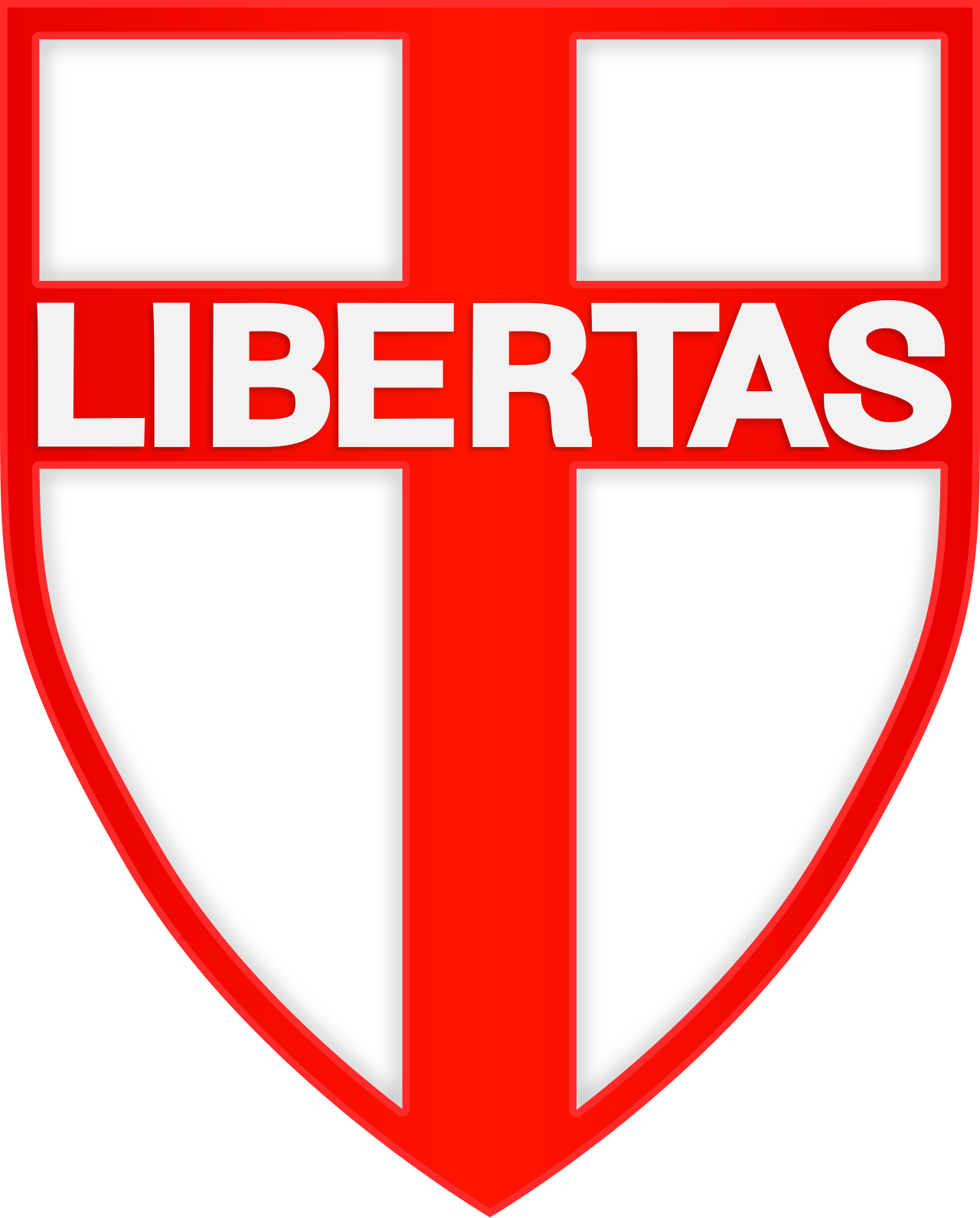
Simbolo ufficiale utilizzato dal 1968 al 1992
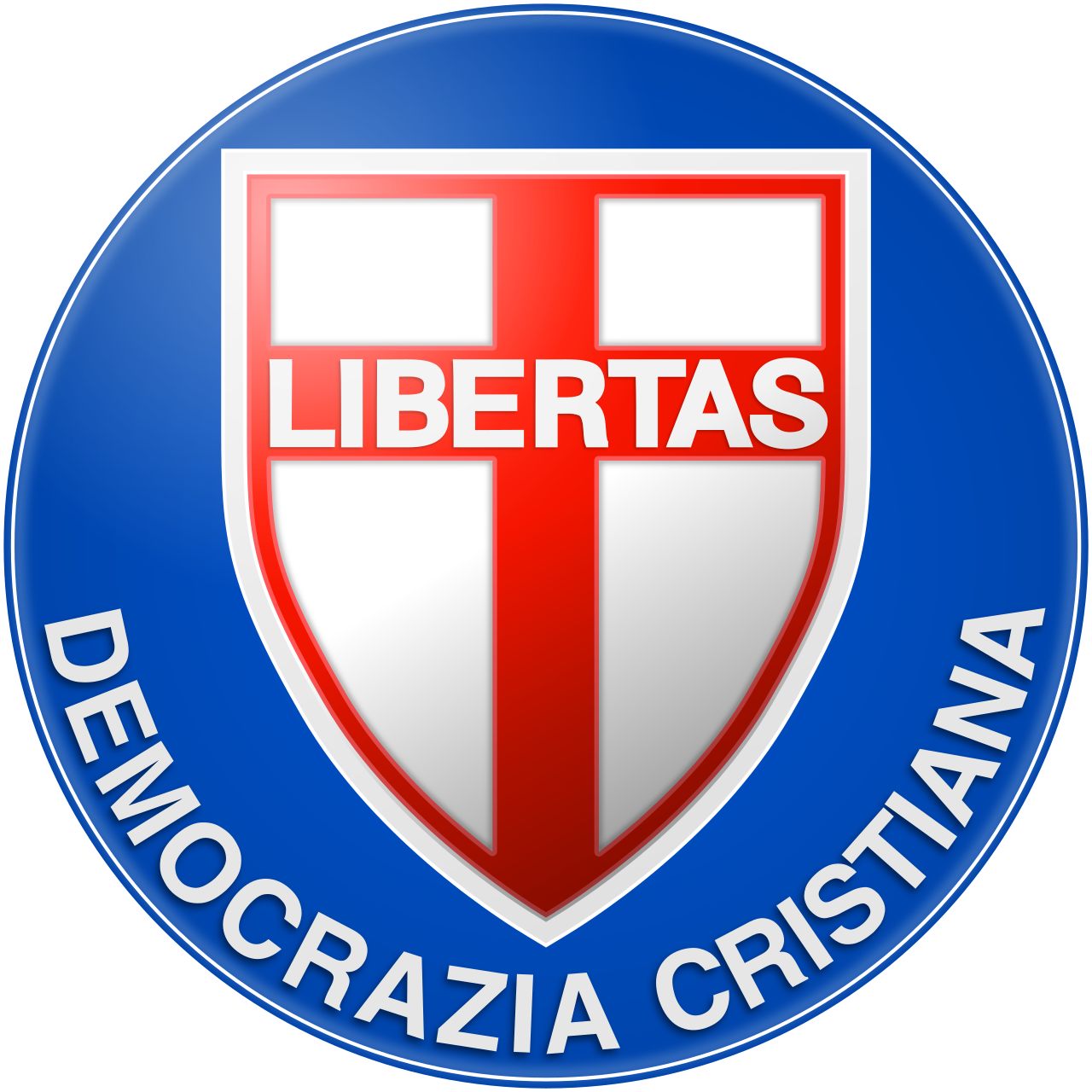
Simbolo ufficiale utilizzato dal 1992 al 1994
Simbolo elettorale dal 1946 al 1991
Simbolo elettorale dal 1992 al 1993

### Inno
L'inno della Democrazia Cristiana era O bianco fiore (in precedenza era stato l'inno anche del PPI).

### Colori sociali
Il colore era il bianco, da cui la celebre espressione "la Balena bianca" a descrivere il partito.